# Liste des familles subsistantes de la noblesse française d'Ancien Régime (L à Z)
Cette liste des familles subsistantes de la noblesse française d'Ancien Régime indique les familles qui étaient membres de la noblesse française à l’abolition de la noblesse héréditaire en France le 23 juin 1790, et qui subsistent de nos jours.
Ne figurent que celles qui « descendent d’un auteur en possession de la noblesse française transmissible par acte émanant du pouvoir souverain français, en ligne masculine, naturelle [sans adoption], et légitime [dans le cadre du mariage] », et ce au 23 juin 1790. Sont incluses dans la présente liste les familles éligibles comptant au moins un membre vivant (homme ou femme).
Les familles de noblesse française éteintes en France mais subsistant à l'étranger sont incluses dans cette liste. À contrario, les familles françaises subsistantes qui tirent leur principe de noblesse d'un souverain étranger (noblesse étrangère), et qui n'ont pas été maintenues ou reconnues nobles en France (r.n.f.), n'y sont pas incluses.
Le droit nobiliaire français ne fait toutefois pas l'objet d'un consensus. Philippe du Puy de Clinchamps écrit que les décharges du droit de franc-fief après 1579 et le vote avec la noblesse lors de l'élection des députés aux États généraux de 1789 ne sont pas des preuves de noblesse.

## L
- Laage de Bellefaye (de), secrétaire du roi Paris 1718-1738, Saintonge, Île-de-France[4]
- Laage de Meux (de) (même famille que la précédente), trois secrétaires du roi 1759-1784, Saintonge, Orléanais.
- La Barre de Nanteuil (de)[5], ancienne extraction 1458[6] ou 1537 selon G. Chaix d'Est-Ange[5], Normandie (Eure).
- La Barrière (de)[7], extraction 1560 (haute bourgeoisie au XVIe siècle pour G. Chaix d'Est-Ange), maintenue 1718 et 1778, Agenais.
- Labat de Lapeyrière (de), ancienne extraction 1487, Agenais.
- Labbey de La Besnardière (de), extraction 1549, maintenue 1667, Normandie.
- La Béraudière (de) [d 1], extraction 1527, Poitou, Touraine.
- La Berrurière de Saint-Laon (de), Poitou, ANF 2018 (désistement de noblesse en 1667 mais vote noble en 1789, principe de noblesse à confirmer).[réf. nécessaire]
- La Bigne (de) [8], anoblissement en 1522, Normandie, Bretagne[9].
- Laborde (de), secrétaire du roi 1756, marquis de Méréville en 1785, Béarn[10]. (famille éteinte en ligne masculine)
- Laborde de Monpezat (de), anoblissement par fief en 1655, Béarn. (non consensuel)
- Laborde-Noguez (de), secrétaire du roi en 1750 (incertain), Béarn (Bayonne)[11]. (principe de noblesse à vérifier)
- Laborde-Lassale (de), anobli par décharge de franc-fief en 1696, Gascogne.
- La Borie de La Batut (de), parlement de Bordeaux en 1505, Périgord.
- La Bourdonnaye (de) et La Bourdonnaye-Blossac (de) [12], ancienne extraction 1427, honneurs de la Cour, marquis de Couettion 1717 (titre éteint), Bretagne (Rennes)[13].
- Labriffe (de) [14], trésorier à Montpellier en 1638, honneurs de la Cour (refusés par Louis XV mais admis par Louis XVI en 1789 malgré l'avis défavorable de Chérin), Armagnac.
- La Broïse (de), ancienne extraction 1433, Avranchin, Bessin, Normandie.
- La Brosse (de), secrétaire du roi 1770-1773 (mort en charge), Auvergne, ANF 1998.
- La Brouë de Vareilles-Sommières (de), principe de noblesse à déterminer, Angoumois. ANF 1951.
- Lac (du), secrétaire du roi 1761-1784, Languedoc[15].
- Lac de Fugères (du) [16], anobli (maintenue) en 1700, Velay.
- La Celle de Châteaubourg (de) [17], ancienne extraction 1430, Bretagne[18].
- La Celle de Châteauclos (de) et La Celle (de) [19], extraction chevaleresque 1399, Marche (Dun), Saintonge, Périgord.
- Lacger de Camplong (de), maintenue 1671, Languedoc.
- La Chapelle de Béarnès et de Morthon (de) [20], anobli en 1703, Périgord (Bergerac).
- La Chevardière de La Grandville (de), extraction 1520, maintenue en 1669, Champagne.
- La Choue de La Mettrie (de), ancienne extraction 1440, Bretagne[21].
- La Coussaye (de), maire de Poitiers en 1633, Poitou.
- La Croix de Castries (de) [22], cour des aides de Montpellier en 1487, Languedoc
- La Croix de Chevrières de Sayve (de), Parlement de Grenoble 1543, marquis d'Ornacieu en 1645, Dauphiné[23].
- La Croix de Ravignan (de) [24], secrétaire du roi 1731-1751[a 1], Bayonne en Gascogne.
- La Croix de Saint-Cyprien (de), ancienne extraction 1491, maintenue 1670, Périgord, Angoumois.
- La Crompe de La Boissière (de) [25], maintenue de noblesse 1787, Agenais[a 1].
- La Cropte de Chantérac (de) [26], extraction chevaleresque 1395, honneurs de la cour en 1765, Périgord.
- La Devèze de Charrin (de) [27], extraction 1560 (acte original et non expédition comme en 1549), Armagnac[a 1].
- Ladreit de Lacharrière, maintenue 1786[a 1], Vivarais (Privas).
- La Fage (de), (Pailhès) [28], capitoul de Toulouse 1672, Languedoc.
- La Faire (de) [29], ancienne extraction 1478, Bourbonnais, Berry, Poitou.
- Lafaye de Micheaux (de), extraction 1589, Vivarais. (Famille éteinte en ligne masculine)
- La Fayolle de Mars (de) et - de Latourne (de) [30], extraction 1527, Vivarais, Dauphiné.
- La Follye de Joux (de), anoblie par charge de secrétaire du roi le 7 juin 1719, Bourgogne (Dijon)[31],[32],[a 2].
- La Fontaine de Follin de Vezins (de), extraction 1588, Le Lude en Anjou.
- La Fontaine de Fontenay (de), ancienne extraction 1464, Maine, Normandie.
- La Forcade (de), capitoul de Toulouse en 1704, Armagnac, Languedoc[33].
- La Forest d'Armaillé (de) [34], ancienne extraction 1444, maintenue 1670, Bretagne[35].
- La Forest de La Ville au Sénéchal (de), ancienne extraction 1436, Bretagne[36].
- La Forest Divonne (de) [37], extraction chevaleresque 1398, comte en 1749, honneurs de la Cour, pair de France 1827, baron-pair de France 1829, Savoie[c 1].
- La Foye (de), anobli en 1610, Normandie, Bretagne[38].
- La Gabbe (de), anobli en 1721, Lorraine.
- La Garde de Saignes (de), extraction chevaleresque 1397, maintenue 1668, honneurs de la cour, Quercy.
- Lagausie (de), extraction 1555, Armagnac.
- Lagaye de Lanteuil (de), certificat de noblesse délivré par Louis Pierre d'Hozier le 1er avril 1740, Limousin.
- La Goublaye de Nantois (de) et - de Ménorval (de), extraction 1557, maintenue 1770, Bretagne[39]
- Lagoutte du Vivier (de), secrétaire du roi 1731, Bourgogne.
- La Grandière (de), extraction chevaleresque 1300, honneurs de la cour, Anjou, Bretagne.
- La Guerrande (de), ancienne extraction 1490, maintenue de 1668, Bretagne[40].
- La Guiche (de), extraction chevaleresque 1300, honneurs de la cour, Bourgogne.
- La Hamayde (de), La Hamayde de Lussignies (de) et La Hamaide (de), parlement de Flandres établi à Tournai puis à Douai 1673-1688 (mort en charge), Flandre, Hainaut, Belgique.
- La Haye (de), secrétaire-payeur du roi 1755-1761, Champagne, Picardie[41].
- La Haye Saint-Hilaire (de), extraction chevaleresque 1393, Bretagne.
- Laitre (de) (olim Delaitre), secrétaire du roi 1778-1790, baron en 1810, confirmé en 1817[42], Paris.
- La Jaille (de), extraction chevaleresque 1389, Anjou, Bretagne.
- Lajoumard de Bellabre, trésorier de France au bureau des finances de Limoges, par L.P. du 27 juillet 1745[43], Saint-Léonard-de-Noblat en Limousin[44].
- Lalance de Morainville (de), extraction 1500, Lorraine.
- La Lande de Calan (de), ancienne extraction 1427, Bretagne.
- La Lande d'Olce (de), extraction 1515, Béarn[45].
- La Laurencie (de), extraction chevaleresque 1367[46], honneurs de la cour, Poitou, Saintonge[47].
- Lallemand de Mont (de), anobli en 1730, Lorraine.
- Lallemant de Liocourt (de), anobli en 1682, Lorraine.
- La Mamye de Clairac (ou Lamamye de Clairac), Toulouse.
- La Mare (de), extraction, maintenue en 1670, Pont-Audemer en Normandie[a 3].
- Lamarzelle (de), r.n.f., maintenue 1752, Liège, Bretagne[48].
- Lambert de Beaulieu, anobli en 1757, Normandie.
- Lambert de Boisjan (de), ancienne extraction 1444, Bretagne[49].
- Lambert de Cambray, secrétaire du roi 1581-1587 (mort en charge), Beauce, Orléanais.
- Lambert des Champs de Morel, extraction[50] ou anoblie par charge en 1632[51],[52], maintenue noble en 1666[50], Ile-de-France, Normandie.
- Lambert de Frondeville, ancienne extraction 1483, Normandie.
- Lamberterie (de), - du Cros (de) et - de La chapelle Montmoreau (de), extraction 1545, Périgord.
- Lambertye (de), ancienne extraction 1405, marquis en 1719, honneurs de la cour, Lorraine.
- Lambilly (de), extraction chevaleresque 1361, honneurs de la cour, Bretagne[53].
- Lambot de Fougères, secrétaire du roi 1776, en charge le 23 Juin 1790[54]
- Lamée de Soulages (de), capitoul de Toulouse en 1706, Languedoc.
- Lameth (de), extraction chevaleresque 1302, honneurs de la cour, Picardie.
- Lamezan (de), extraction 1514, Comminges.
- La Monneraye (de) et La Monneraye de La Bourdonnaye-Montluc (de), anobli en 1666, maintenue 1669, Dol en Bretagne[55].
- La Motte-Ango de Flers (de) [56], secrétaire du roi 1639-1659, marquis de La Motte-Lézeau en 1693, comte de Flers en 1737, Normandie (Orne)[57].
- La Motte de Broons de Vauvert (de), ancienne extraction 1500, Bretagne.
- La Motte de la Motte-Rouge (de), ancienne extraction 1427, maintenue par la Chambre de Réformation de Bretagne le 18 janvier 1668, Hénansal en Bretagne[58].
- Lamour de Caslou, extraction 1513, maintenue en 1669, Saint-Malo en Bretagne[59].
- La Moussaye (de), ancienne extraction 1412, marquis 1818, honneurs de la cour, Bretagne[60].
- Lamy (de), extraction 1541, Languedoc.
- Lamy de La Chapelle, secrétaire du roi 1772-1777 (mort en charge), Limousin[61],[62].
- La Myre-Mory (de), extraction chevaleresque 1048, honneurs de la cour, Guyenne, Picardie.
- Lancesseur (de), ancienne extraction 1430, Normandie[63].
- Lancrau de Bréon (de), extraction chevaleresque 1386, Anjou[64].
- Landes d'Aussac de Saint-Palais (de), anobli (maintenue) en 1670[65], Languedoc.
- Lanete David de Floris (de), anobli en 1616, Orange[b 1], La Réunion.
- Langlade de Montgros (de) (olim Langlade du Chayla de Montgros), maintenue en 1700, Saugues en Velay.
- Langlais (de), extraction, maintenue en 1663 et 1672, Bretagne[66].
- Langle (de), ancienne extraction 1402, Bretagne (Morbihan)[67].
- Langlois d'Estaintot, ancienne extraction 1471, Normandie.
- Langlois de Septenville, ancienne extraction 1444, Picardie.
- Lanoë de La Bastille (de) (alias La Noë de La Bastille), extraction 1593, Les Pas en Normandie.
- La Noüe (de), ancienne extraction 1451, Anetz en Bretagne[68].
- Lantivy de Trédion (de), extraction chevaleresque 1396, honneurs de la cour, Bretagne[69].
- La Panouse (de), extraction chevaleresque 1257, comte 1829, honneurs de la cour, Lapanouse en Rouergue.
- Lapasse (de), extraction 1528, Comté de Foix, Gascogne.
- Lapisse de Lamothe (de) (ou de Lapisse de La Mothe), extraction, maintenue 1666, Mézières en Champagne, Limousin.
- La Poëze (de) et La Poëze d'Harambure (de), extraction chevaleresque 1340, Anjou.
- La Pomélie (de), extraction 1539, maintenue 1667, Limousin.
- La Porte (de), Chambre des comptes de Paris, 1764-1770, Béarn, Île-de-France[70].
- La Porte des Vaux (de) et La Porte du Theil (de), ancienne extraction 1489[71], Marche, Poitou.
- La Rivoire de La Tourette (de), ancienne extraction 1447, honneurs de la cour, Vivarais.
- La Roche-Aymon (de), extraction chevaleresque 1179, honneurs de la cour, Bourbonnais.
- La Roche-Kerandraon (de), extraction 1550, Bretagne[72].
- La Roche-Saint-André (de), extraction chevaleresque 1380, honneurs de la cour[b 2], Vendée, Bretagne.
- La Rochefoucauld (de), - d'Estissac, - Liancourt et - de Montbel, extraction chevaleresque 1147, duc en 1758, honneurs de la cour, Angoumois.
- La Rochelambert (de) et La Rochelambert-Montfort (de), extraction chevaleresque 1274, honneurs de la cour, Auvergne.
- La Rochette de Rochegonde (de), extraction chevaleresque 1360, Auvergne, Forez, Velay.
- La Rocque-Latour (de), ancienne extraction 1445, Guyenne, Poitou.
- La Rocque de Séverac (de), ancienne extraction 1500, Auvergne[73].
- La Roque (de), capitoul de Toulouse XVIe siècle, Languedoc.
- Lartigue (de) et Lartigue de Gouyettes (de), extraction, maintenue 1690, Gascogne.
- Larquier Rochefort (de) (ou de Larquier-Rochefort), conseiller du roi, bailli et juge royal de Rouffignac, maintenues de noblesse par Pellot en 1666[74], Malaussanne en Gascogne[75]. (Le statut nobiliaire et/ou la subsistance de cette famille ne fait pas l'objet d'un consensus)
- La Ruë du Can (de), anobli en 1741, baron de Champchevrier par investiture de fief titré en 1741, Maslacq en Aquitaine, Mansigné, Cléré-les-Pins en Touraine.
- La Ruée (de), extraction 1570, Bretagne[76].
- Lary de Latour (de), extraction 1543, Armagnac, Guyenne.
- Lasalle, capitoul de Toulouse 1700[77].
- La Salle (de), secrétaire du roi en 1781, Marche.
- La Saussaye (de), extraction chevaleresque 1429 au plus tard, maintenue en 1666[78], Beauce, Blésois, Orléanais[79].
- La Sayette (de) (olim Mareschal), extraction chevaleresque 1382, Poitou.
- Las Cases (de), ancienne extraction 1453, maintenue en 1668, honneurs de la cour en 1774[80], Languedoc, Bretagne[b 3].
- La Selle (de) (d'Echuilly), extraction (maintenue en 1771)[81], ancienne extraction 1430[82], Anjou.
- Lassus (de), bourgeois honoré de Perpignan 1633[83], Roussillon.
- Lassus Saint-Geniès (de), capitoul de Toulouse 1742, Montréjeau en Languedoc.
- Lasteyrie (de) et Lasteyrie du Saillant (de), extraction chevaleresque 1371, honneurs de la cour en 1751[80], Limousin.
- Lastic (de) et Lastic Saint-Jal (de), extraction chevaleresque 1298, maintenue 1666 et 1670, Auvergne.
- La Taille (de), - des Essarts, - Lolainville et - Trétinville, ancienne extraction 1437, Orléanais[84],[85],[86].
- Lataulade (de), ancienne extraction 1484, Béarn, Gascogne
- La Teyssonnière (de), ancienne extraction 1429, honneurs de la Cour 1773[80], Bresse.
- Latour (de), extraction[réf. nécessaire], Comminges.
- La Tour d'Auvergne (de La Placette, de Laborie) (de) (olim de La Tour)[87], extraction chevaleresque 1335, maintenue en Quercy par François de Rabastens le 29 juillet 1666[88], La Tour de Maurs en Auvergne, Quercy[89].
- La Tour d'Auvergne-Lauraguais (de) (olim de La Tour de Saint-Paulet)[87], extraction chevaleresque 1367, honneurs de la cour en 1744[80], Languedoc[90].
- La Tour de Geay (de), ancienne extraction 1471, Anjou.
- La Tour-Landorthe (de), extraction 1526, Comminges.
- La Tour du Pin de La Charce (de), - Gouvernet (de), et - Verclause (de), ancienne extraction 1437, honneurs de la cour, marquis de La Charce 1619, Dauphiné.
- La Tousche (de), extraction, maintenue 1668, Bretagne.
- La Tousche d'Avrigny (de), extraction chevaleresque 1382, Poitou, Aunis, Berry. (Famille éteinte en ligne masculine).
- La Tribouille (de) (olim Rocquet), extraction chevaleresque 1229, maintenue de 1667, Bretagne[91].
- La Tullaye (de), ancienne extraction 1407, Bretagne[92]
- Lau d'Allemans (du), ancienne extraction 1418, honneurs de la cour en 1757[80], Périgord.
- Laubrie (de), extraction, maintenue en 1666, Carentan en Normandie.
- Laugier de Beaurecueil (de), trésorier à Aix 1720, Conseiller au Parlement de Provence reçu le 5 avril 1727[93], Vachères en Provence.
- Laulanié de Sainte-Croix (de), capitoul de Toulouse 1750, Périgord.
- Launay (de), ancienne extraction 1476, Bretagne[94].
- Launay de Couëdic de Kergoualer (de), maintenue en 1666 par Barrin de La Galissonière, intendant de Rouen, Normandie.
- Launay de La Mothaye (de), extraction, député aux États Généraux de Blois en 1545, maintenue en 1667, Brion en Anjou, Touraine.
- Laurens-Castelet (de), ancienne extraction 1487, Languedoc (Castelnaudary).
- Laurens d'Oiselay (du), maintenue 1697, Orange, Comtat Venaissin.
- Laurens de Saint-Martin (de), ancienne extraction 1493[b 4], ou maintenue en 1668[95],[96], Provence (Castellane).
- Laurent de La Barre (du), anoblie en 1654, maintenue en 1728 et 1768[97],[98], Normandie, Bretagne (Finistère).
- Lauzanne (de), ancienne extraction 1409, Marche, Bretagne[99]
- La Vaissière de Lavergne (de), anobli en 1655, Auvergne.
- La Vaissière de Verduzan (de), Trésorier à Bordeaux en 1719, Guyenne.
- Lavaulx (de), ancienne extraction 1495, honneurs de la cour, Lorraine.
- Lavaur de Sainte-Fortunade (de), ancienne extraction 1462, Limousin.
- Lavenne de La Montoise (de) et Lavenne de Choulot (de)[100], anobli (relief) en 1654[101], maintenue le 18 mars 1669[102], Nivernais[103].
- Lavergne de Cerval (de), secrétaire du roi en 1698, Périgord.
- La Vergne de Tressan (de), anobli en 1350, Languedoc.
- La Verrie de Vivans (de), secrétaire du roi en 1713, confirmé en 1789[104], Périgord.
- La Ville-Baugé (de) (alias La Ville de Baugé (de)), anobli en 1654, maintenue de noblesse par L.P. de mars 1789[105], Férolles en Orléanais, Poitou[106].
- La Ville de Férolles des Dorides (de), même famille que la précédente, branche cadette, anoblissement par lettres de 1593 confirmé 1609[107], Férolles en Orléanais, Poitou, Bretagne.
- La Villéon de La Villegourio (de), extraction chevaleresque 1381, Bretagne.
- La Villéon de La Villevalio (de), même famille que la précédente, ancienne extraction 1444, Bretagne[108].
- Law de Lauriston, r.n.f., maréchal de camp 1780, Écosse, Île-de-France[109]
- Léaumont (de), ancienne extraction[110], seigneurs de Puygaillard et de Castille, Guyenne.
- Le Bailly de La Falaise et - de La Coudraye, extraction 1526, Normandie.
- Le Bas de Bouclans, secrétaire de la chambre du roi en 1639, marquis de Bouclans en 1749, Franche-Comté[111].
- Le Bastart de Villeneuve (ou Le Bastard de Villeneuve), ancienne extraction 1426, Bretagne[112].
- Le Bault de La Morinière et - de La Rochecantin, extraction 1559, Poitou[113].
- Le Bègue de Germiny, anobli en 1596, Lorraine[114].
- Le Bel de Penguilly, extraction 1560, Bretagne[115].
- Leblanc (ou Le Blanc), olim Blanc de Molines, maintenue de noblesse par Claude Bazin le 5 juillet 1669, Vivarais[116].
- Le Blond du Plouy, ancienne extraction 1459, Picardie.
- Le Blonsart du Bois de La Roche, maintenue 1670, Bretagne[117].
- Le Borgne de Boisriou et Le Borgne de La Tour, ancienne extraction 1497, Bretagne (Finistère)[118].
- Le Boucher d'Hérouville, maintenue en 1667, Normandie.
- Le Boucq de Beaudignies, anobli en 1640 (Branche de Ternas éteinte), Valenciennes dans le Hainaut.
- Le Boulleur de Courlon, anobli en 1471, Courlon en Bourgogne, Normandie.
- Le Bouteiller et - des Haries, ancienne extraction 1478, maintenue 1669, Bretagne[119].
- Le Bret, anobli par lettres patentes d'Henri III en 1578[120], maintenue noble le 24 avril 1594 et le 5 décembre 1667. Comte de Selles par LP de 1727, pour une branche éteinte[121]. Ile-de-France, Normandie (Gisors).
- Le Breton de Vannoise et - de La Perrière, ancienne extraction 1459, honneurs de la cour en 1786[80], Normandie.
- Le Canu de La Jonquière de Bray, anobli en 1644, Normandie.
- Le Carbonnier de La Morsanglière, maintenue 1668, Normandie.
- Le Cardinal de Kernier, maintenue de noblesse d'ancienne extraction par la chambre de Réformation de Bretagne les 21 novembre 1667 et 21 août 1669[122], Neulliac en Bretagne[123].
- Le Caron de Beaumesnil, Cour des monnaies de Paris 1769, Picardie.
- Le Caron de Canettemont, conseiller de l'Artois, anobli par lettres patentes en 1677[124]
- Le Caron de Chocqueuse, extraction 1504, maintenue de noblesse par la Cour des Aydes le 4 mars 1664 pour les branches de la Mothe et de Chocqueuse, puis par Bignon à l'intendance d'Amiens en 1704, Picardie.
- Le Carpentier de Sainte-Opportune, Parlement de Rouen XVIIIe siècle, Normandie.
- Le Caruyer de Beauvais, anobli en 1594, Normandie.
- Le Chanoine du Manoir de Juaye, secrétaire du roi, mort en charge en 1758, Normandie.
- Le Chartier de Sédouy, anobli en 1636, marquis en 1784, Normandie (Avranchin).
- Le Chauff de Kerguenec, ancienne extraction, maintenue 1668, Bretagne[125].
- Le Clerc de Bussy, extraction 1505, Picardie.
- Le Clerc de La Verpillière, anobli en 1680 (avec confirmation), lyonnais.
- Le Compasseur de Créqui-Montfort de Courtivron [126], Parlement de Dijon 1620, honneurs de la Cour (G. Chaix d'Est-Ange écrit que cette famille a été refusée à ces honneurs), marquis en 1698, Provins puis Auxonne en Bourgogne.
- Le Conte, secrétaire du roi en 1747, Forez.
- Le Conte d'Ymouville, anobli en 1576, Orval en Normandie.
- Le Cordier de Bigars de Lalonde, maintenue 1666, Lisieux en Normandie.
- Le Court de Béru, anoblie par lettres de relief de dérogeance en 1687[127],[128] ou 1686[129] ou maintenue noble en 1687 par la Cour des aides[130], Normandie.
- Le Courtois du Manoir, secrétaire du roi Paris 1768-1789, Normandie (Caen).
- Le Cousturier de Courcy, extraction 1577.
- Le Couteulx de Caumont, - du Molay, et - de Verclives, anobli en 1764 et 1756, secrétaire du roi en 1753[131], Yvetot en Normandie.
- Le Dieu de Ville, extraction 1504, Champagne.
- Le Duc de Lillers, secrétaire du roi en 1741, Normandie.
- Le Duchat d’Aubigny, anobli par L.P. de 1721, admission aux Écoles Royales Militaires le 9 octobre 1774[132], Champagne. (Famille éteinte en ligne masculine)
- Lefébure du Bus, anobli en 1711, Abbeville en Picardie.
- Lefebvre de Gouy de Milly, maintenue en 1698 (selon Régis Valette) (en faveur d'une branche éteinte au XIXe) ; conseillers au Conseil d'Artois, L.P. de vétérance du 16 janvier 1748 [133] ; Saint-Omer en Artois [134].
- Lefebvre de Laboulaye, secrétaire du roi 1785-1790[135] ou noblesse inachevée[136], Île-de-France (noblesse non consensuelle).
- Lefebvre de Ladonchamps, secrétaire du roi en 1633, Lorraine.
- Lefebvre de Maurepas, ancienne extraction 1450, maintenue 1667, Champagne[137]
- Lefebvre de Plinval et - de Plinval-Salgues, secrétaire du roi 1718-1733 (mort en charge), Picardie[138].
- Le Febvre de Saint-Germain, extraction 1543, Lorraine.
- Le Féron de Longcamp, secrétaire du roi 1602, maintenue 1668, confirmation de noblesse 1785, Normandie[139].
- Lefèvre d'Ormesson, anoblissement par L.P. de 1553, marquis d'Ormesson par L.P. de mai 1758[140], Épinay-sur-Seine en Île-de-France.
- Leffe (de), extraction 1504, Berry.
- Le Filleul des Guerrots, extraction 1522, Normandie.
- Le Forestier du Buisson Sante-Marguerite, extraction 1538, admission dans la Maison royale de Saint Louis à Saint Cyr le 24 octobre 1736, Foucrainville en Normandie[141].
- Le Forestier de Quillien, ancienne extraction 1481, Bretagne (Finistère)[142].
- Le Forestier de Vendeuvre, extraction chevaleresque 1371, Normandie[143].
- Lefranc de Pompignan, extraction 1544, Quercy (famille éteinte en ligne masculine).
- Le François des Courtis de La Groye, ancienne extraction 1420, Poitou.
- Le Gac de Lansalut, anobli en 1438, Bretagne[144].
- Le Gardeur de Tilly, anobli en 1510, Thury-Harcourt en Normandie.
- Le Gentil de Rosmorduc, ancienne extraction 1430, honneurs de la cour en 1787[80], Bretagne (Cornouaille)[145].
- Legge de Kerléan (de), r.n.f. 1740, Angleterre, Bretagne.
- Le Gonidec de Traissan, - de Kerhalic, et - de Penlan, ancienne extraction 1410[146].
- Le Gouz de Saint-Seine, Chambre des comptes de Dijon 1554, Bourgogne.
- Le Gras du Luart, grand Conseil 1589[a 4], marquis en 1726, Maine.
- Le Grix de La Salle, Trésorier à bordeaux 1747, Guyenne.
- Le Gualès de Mézaubran, extraction chevaleresque 1400, Bretagne[147].
- Le Harivel de Gonneville, anobli aux francs-fiefs 1470 (d'après Chamillart), maintenue 1666, Normandie.
- Le Jolis de Villiers et - de Saintignon, anoblissement par L.P. de 1595, Normandie.
- Le Jumeau de Kergaradec, extraction 1547, Bretagne[148].
- Lelarge d'Ervau, anobli en 1633, Touraine.
- Le Lou de La Biliais, Chambre des comptes de Bretagne, Bretagne[149].
- Le Maignan de Kerangat, ancienne extraction 1477, Bretagne.
- Le Maire de Sars-Le-Comte, anobli en 1678, Artois[150].
- Le Maistre d'Anstaing, anobli en 1724, Flandre[151]
- Le Marant de Kerdaniel, ancienne extraction 1481, Bretagne[152].
- Le Masson de Rancé, anobli en 1660, Lorraine.
- Lemau de Talancé et - de Talancé de Sirvinges, secrétaire du roi en 1750, Lyonnais[153].
- Le Mercier de Maisoncelle et - Vertille de Richemont, anobli en 1734, Bretagne, Guadeloupe[154].
- Le Mesre de Pas, secrétaire du roi 1781-1783 (mort en charge)[155],[156], Flandre, Artois.
- Le Mintier de La Motte-Basse et - de Léhélec, ancienne extraction 1440, Bretagne[157].
- Le Moyne de Sérigny, anobli en 1668, Dieppe en Normandie, Saintonge, Canada.
- Lempereur de Guerny et - de Saint-Pierre, anobli en 1654, Normandie.
- Lemps (de), ancienne extraction, Dauphiné (Vienne)[158].
- Le Muet, ancienne extraction 1438, maintenue de noblesse le 20 juillet 1699, Nivernais, Gurgy en Bourgogne[159].
- Le Myre de Vilers, cour des comptes de Rouen 1768, Normandie et Île Bourbon.
- Lencquesaing (de), anobli en 1660, Artois.
- Le Nepvou de Carfort, ancienne extraction 1469, Bretagne[160].
- Le Noir de Tournemine et - de Carlan, ancienne extraction[réf. à confirmer], maintenue 1669, Bretagne, La Guadeloupe[161],[162].
- Le Normand de Bretteville, ancienne extraction 1488, Normandie.
- Le Normand de Flaghac, secrétaire du roi en 1745, Paris, Riom en Auvergne.
- Le Normant de Lourmel du Hourmelin et - de La Villehelleuc, anobli en 1606, Bretagne[163].
- Lentaigne de Logivière (de), secrétaire du roi en la chancellerie près le Parlement de Normandie 1781 (mort en charge) ; Normandie.
- Léon des Ormeaux, ancienne extraction[réf. nécessaire], maintenue 1669, Bretagne[164]. (Famille éteinte en ligne masculine).
- Léon de Tréverret, secrétaire du roi en 1702 et 1727, Bretagne (Finistère).
- Léonard de Juvigny, extraction 1582, Normandie.
- Le Paige de Dommartin, extraction 1585.
- Le Pays du Teilleul, maintenue 1701, Bretagne
- Le Peletier de Rosanbo et - d'Aunay, conseil d'État 1624, comte d'Aunay en 1810, honneurs de la cour en 1790[80], Maine, Paris, Bretagne[165].
- Le Pelletier de Glatigny et - de Woillemont, anobli en 1703, Île-de-France.
- Le Pesant de Boisguilbert, Chambre des comptes de Rouen 1586, Rouen en Normandie.
- Le Prévost de La Moissonnière et Le Prévost de La Moissonnière-Cauvin, ancienne extraction, maintenue en 1667, Normandie.
- Le Provost de La Voltais, ancienne extraction 1453, Bretagne[166].
- Le Provost de Saint-Jean, ancienne extraction 1463, Normandie.
- Le Rouge de Guerdavid, ancienne extraction 1568[167], Bretagne (Finistère).
- Le Roux de Bretagne, anobli en 1775, Flandre.
- Le Saige de La Villèsbrunne, extraction 1519, maintenue 1669, Bretagne[168]
- L'Escale (de), anobli en 1608, Bretagne[169]
- L'Escalopier (de), échevin de Paris 1553, Paris.
- Lescure (de), maintenue en 1773, Gévaudan.
- Le Sellier de Chézelles, Parlement de Metz 1729-1762, Picardie
- Le Sergeant d'Hendecourt-Gontreuil, anobli en 1614, Artois
- Lesguern (de), ancienne extraction 1447, Bretagne[170].
- L'Espée (de)[171], anobli 1595, Lorraine, Anjou.
- Lespinay de Pancy (de), ancienne extraction 1420, Beauvaisis, Bretagne[172].
- Lespinay (de) et L'Espinay (de), ancienne extraction 1429, Poitou, Bretagne.
- Lesquen du Plessis-Casso (de), extraction chevaleresque 1346, honneurs de la cour en 1766[80] , Bretagne[173].
- Lestang (de), extraction[réf. nécessaire], Angoumois[174].
- Lestang Laisné (de), maintenue en 1716, Rouergue.
- Lestang de Ringère (de), extraction chevaleresque 1396, maintenue 1715, Poitou[175].
- Lestang-Parade (de) (olim Parade), anobli par inféodation le 3 juillet 1389, maintenue noble 1667, Provence.
- L'Estang du Rusquec (de), ancienne extraction 1420, Bretagne.
- L'Estoile (de), extraction 1575, Anjou[176].
- L'Estourbeillon (de), extraction chevaleresque 1381, Bretagne[177]
- Lestrade de Conty (de) (alias - de Conti), extraction 1543, Périgord.
- Lestrange (de), extraction chevaleresque 1351, Magnat-l'Étrange en Marche.
- Le Sueur de Givry, anobli en 1721, Champagne.
- Le Thoillier de Guillebon et de Guillebon, extraction 1528, maintenue en 1666[178], Picardie.
- Le Tonnelier de Breteuil, secrétaire du roi en 1572, honneurs de la cour en 1753[80], Beauvaisis, Île-de-France.
- Le Tourneux de La Perraudière, anobli en 1769, Anjou[a 5].
- Le Touzé de Longuemar, anoblissement par L.P. de 1410, maintenue par Monfault en 1464 et par Guy Chamillart en 1666[179], Normandie.
- Leusse (de), extraction chevaleresque 1349, Dauphiné.
- Le Vaillant de Chaudenay, extraction 1505, Berry, Touraine.
- Le Vaillant du Douët de Graville, extraction 1516, Normandie.
- Le Vert, secrétaire du roi 1738-1739, Franche-Comté.
- Lévezou de Vézins (de), extraction chevaleresque 1264, Vézins-de-Lévézou en Rouergue
- Le Viconte de Blangy, extraction chevaleresque 1367, Normandie.
- Lévis (de), de Lévis-Mirepoix, et - de Robech, extraction chevaleresque 1180, honneurs de la cour, Île-de-France, Languedoc
- L'Hermite (de) , ancienne extraction, maintenue noble en 1697 sur titres de 1442, Marche
- L'Hermuzière (de), extraction 1520, Lafarre et Villeneuve-de-Berg en Vivarais.
- Libault de La Chevasnerie, échevin de Nantes en 1655, Bretagne[180].
- Lichy de Lichy (de), ancienne extraction 1457, Nivernais[181].
- Lignaud de Lussac (de), extraction chevaleresque 1397, maintenue de noblesse par Tubeuf le 17 septembre 1669[182], honneurs de la cour 1788[183], Lussac-les-Églises en Marche.
- Ligneris (des), ancienne extraction 1430, marquis en 1776, Vendômois.
- Lignières (de), extraction 1506, Picardie[184].
- Ligniville (de), extraction chevaleresque 1172, honneurs de la cour en 1780[80], Lorraine.
- Ligondès (de), extraction chevaleresque 1374, Auvergne[185].
- Limairac (de), capitoul de Toulouse en 1724, Toulouse[b 5].
- Lingua de Saint Blanquat (de), anobli en 1604, maintenue en 1717, Comté de Foix, Couserans[186].
- Liniers (de), extraction chevaleresque 1352, honneurs de la cour, Saint-Pompain en Poitou[b 5].
- Liot de Nortbécourt, anobli (confirmé) en 1695[187], Saint-Omer en Artois.
- Lisle du Dréneuc (de), ancienne extraction[réf. nécessaire], maintenue 1668, Bretagne[188].
- Lisleferme (de) (olim Nicolas de Lisleferme), maire de La Rochelle 1518, Aunis, Saintonge, Bordeaux[189].
- Livron (de), extraction chevaleresque 1393, Angoumois.
- Llamby (de) (alias Llambi), bourgeois honoré de Perpignan en 1699[190], Roussillon. (Cette famille semble éteinte ?)
- Loisson de Guinaumont, Trésorier à Châlons en 1627, Mairy en Champagne.
- Lombard de Montchalin (de), maintenue en 1669, Bresse.
- Longeaux (de) et - Brunet du Guillier, anobli en 1698, Barrois, Lorraine[191].
- Longueau Saint-Michel (de), ancienne extraction 1480, maintenu le 26 janvier 1702[192], Gâtinais, Orléanais[193].
- Loppin de Montmort, Chambre des comptes de Dijon en 1585, Bourgogne.
- Lorenchet de Montjamont, secrétaire du roi en 1724, Bourgogne.
- Lorgeril (de), extraction 1530, maintenue en 1669 à Rennes, Bretagne (Côtes-d'Armor)[b 6].
- L'Orne d'Alincourt (alias Lorne d'Alincourt), secrétaire du roi en 1728, Béthune en Artois.
- Loth (de), secrétaire du roi en 1707, Manosque, Provence.
- Loubens de Verdalle et - Le Groïng de La Romagère, extraction chevaleresque 1287, honneurs de la cour en 1773[80], Languedoc.
- Louvel-Lupel (de), olim de Louvel[194], extraction[195] 1546, reconnue noble par arrêt du parlement du 9 mars 1555[196], maintenue noble en 1699 sur preuves de 1546[197], Picardie.
- Louvencourt (de), anobli (maintenue) 1666, Picardie.
- Louvigny (de), ancienne extraction 1429, Normandie.
- Loynes d'Autroche (de), Loynes d'Estrée (de), et Loynes de Fumichon (de), deux trésoriers de France successifs à Orléans en 1670, Orléans[b 6].
- Loze de Plaisance (de), extraction 1554, Agenais.
- Lubersac (de), extraction chevaleresque 1267, honneurs de la cour 1751 1766 et 1785[198], Lubersac en Limousin.
- Lucas de Couville, extraction[réf. nécessaire], Couville en Normandie.
- Lucy de Fossarieu (de), confirmé (relief) 1757[a 6], Normandie, Martinique.
- Luppé (de), extraction chevalereque 1380, honneurs de la cour en 1758[80], Armagnac.
- Lurion de L'Egouthail (de), maintenue en 1781, Sainte-Honorine-du-Fay en Normandie, Buffard en Franche-Comté.
- Lur-Saluces (de), ancienne extraction 1472, honneurs de la cour en 1760[80], Guyenne.
- Lustrac (de), anobli (légitimation) en 1514, Gascogne.
- Luzy de Pélissac (de), extraction chevareresque 1340, Forez.
- Lyée de Belleau (de), ancienne extraction 1426, Argentan en Normandie (famille éteinte en ligne masculine).
- Lyons (des) et - de Feuchin, anobli en 1634, Artois[199].
- Lyrot (de), extraction 1543, Anjou, Bretagne[200].

- Haut – A
- B
- C
- D
- E
- F
- G
- H
- I
- J
- K
- L
- M
- N
- O
- P
- Q
- R
- S
- T
- U
- V
- W
- X
- Y
- Z

## M
- Mabille du Chêne, - du Chesne, et - de La Paumelière, extraction 1500, Anjou[201].
- Macé de Gastines et - de Dommaigné[202], secrétaire du roi en 1578, maintenue 1774, Touraine[203].
- Macé de La Rochemacé, maire de Nantes 1662[204], maintenue en 1669, Bretagne[205]
- Mac Mahon (de), extraction 1564 (Irlande), naturalisation 1750, duc de Magenta en 1859, Bourgogne[206],[207].
- Madaillan de Montataire (de), lettres de relief 1659, maintenue en 1667[208] (contesté par G. du Mas des Bourboux), réanoblie par la charge de conseiller secrétaire du roi avant 1683[209], Guyenne, Périgord[b 7].
- Madre (de), anobli en 1778, Flandre.
- Magnien de Magnienville (de), anobli le 20/11/1701, Lorraine.
- Magon de La Giclais (de), anobli en 1695, Bretagne[210],[211].
- Magon de Saint-Elier (de), - de La Villehuchet, et - de La Vieuville, secrétaire du roi vers 1670, Bretagne[212].
- Mahé de Berdouaré, extraction 1557, maintenue en 1669, Bretagne (Finistère)[213],[214]
- Mahuet (de), extraction 1599, Lorraine[215].
- Maigre de La Motte, Chambre des comptes de Grenoble 1759-1789, Dauphiné[216].
- Maillard (de), - de La Combe, et - Taillefer, ancienne extraction 1486, maintenue en 1668, Périgord[217].
- Maillé de La Tour-Landry (de), extraction chevaleresque 1069, honneurs de la cour, duc en 1784, Touraine, Anjou[218].
- Mailly-Nesle (de), extraction chevaleresque 1050, honneurs de la cour, Picardie.
- Maintenant (de), ancienne extraction 1441, Picardie (Plainval, puis Gondreville (Oise)).
- Maistre (de), baron de Vaujours 1763, Languedoc, Ile-de-France[219],[b 8],[220].
- Malestroit de Bruc de Montplaisir (de), extraction 1538, maintenue en 1671, Bretagne[221].
- Malet de Coupigny (de), extraction chevaleresque 1342, comte en 1765, honneurs de la cour, Flandre.
- Malet (de) (La Jorie et Roquefort), extraction chevaleresque 1375, honneurs de la cour, Périgord (rattachement non prouvé à l'ancienne maison normande Malet de Graville dont ils portent les armes)[b 8].
- Malherbe (de) (de Poillé), ancienne extraction 1469, maintenue en 1666 à Caen et Orléans[222], Normandie, Maine.
- Malherbe (de), ancienne extraction 1435, maintenue en 1666 à Caen, Alençon, et Rouen[222], Normandie, Bretagne.
- Mallard de La Varende, extraction 1504, baron Agis en 1851 (sur réversion d'un titre de 1810), Normandie (Verneuil).
- Mallevoüe (de), extraction 1545, Normandie (famille éteinte en ligne masculine)
- Malzamet de Saint-Andéol (de), anobli (maintenue) en 1788, Comtat Venaissin, Vivarais.
- Mandat-Grancey (de), secrétaire du roi 1572, Bourgogne.
- Mangin d'Ouince, ancienne extraction 1440, Berry, Poitou.
- Manheulle (de), maintenue en 1667, Lorraine.
- Manneville (de), secrétaire du roi 1738, Boulonnais, Anjou.
- Manoël-Saumane (de), extraction 1558, Lasalle en Languedoc, Marseille en Provence.(principe de noblesse à préciser)
- Marcassus de Puymaurin, capitoul de Toulouse 1721, baron de Puymaurin en 1754[223], Moissac en Quercy.
- Marcé des Louppes (de), ancienne extraction 1460, maintenue en 1669[224], Anjou, Touraine.
- Marcelier de Caujac (de), parlement de Toulouse 1709, Languedoc.
- Mares de Trebons (des), ancienne extraction 1415, honneurs de la cour, Normandie.
- Mareschal (de), ancienne extraction[réf. nécessaire], Bourbonnais.
- Mareschal de Bièvre, anobli en 1707, Ile-de-France.
- Mareschal de Charentenay (de), anobli (relief) en 1642, Franche-Comté.
- Mareschal de Longeville de La Rodde, extraction 1525, Dole en Franche-Comté.
- Marguerye (de), extraction 1533, Normandie.
- Marin de Carranrais (de), ancienne extraction 1496[b 9], ou agrégation 1534 (se reporter à la source, pages 410 à 411)[225],[96], Provence (La Valette-du-Var).
- Marin de Montmarin (de), secrétaire du roi 1632-1652, Bourgogne, Vendômois.
- Marion-Brézillac (de), preuves de noblesse 1578, Languedoc.
- Marion de Glatigny (de), anobli en 1713, Lorraine.
- Marliave (de), maintenue de noblesse 1746, Languedoc.
- Marmiesse de Lussan (de), capitoul de Toulouse 1614, Languedoc[b 9].
- Marraud des Grottes, anobli en 1788, Martinique.
- Marrier d'Unienville, cour des monnaies de Paris 1703, Paris, Ile Maurice.
- Martel (de), extraction 1504, Normandie, Poitou[226].
- Martène (de), anobli en 1782, Bourgogne.
- Martimprey (de), anobli en 1614, reconnu noble en 1685, comte héréditaire le 1er août 1870, régularisé le 21 mai 1874, Lorraine[227],[228].
- Martin d'Ayguesvives, capitoul de Toulouse 1717, Albigeois (Gaillac)[b 10].
- Martin de Boudard, docteur en droit d'Avignon 1760, Comtat Venaissin (Barbentane)[229].
- Martin de Compreignac, certificat de noblesse de B. Chérin pour l'obtention d'une sous-lieutenance 1784[230],[source insuffisante], Limousin (Nantiat).
- Martin de La Bastide d'Hust, trésorier de Limoges 1689, Limousin.
- Martin de Marolles, extraction 1560, Les Grands-Chézeaux en Limousin, Berry.
- Martin de Montaudry, extraction 1585, maintenue en 1669, Bretagne.
- Martin du Tyrac de Marcellus (de), trésorier à Bordeaux 1591, Bordeaux en Guyenne.
- Martin de Vauxmoret, chambre des comptes de Paris 1758, Paris.
- Martin de Viviès (de), extraction 1568, maintenue en 1668, Castres en Languedoc[231].
- Martinet, secrétaire du roi 1749-1760, Boulonnais.
- Martrin-Donos (de), ancienne extraction 1480, maintenue en 1668[232], Martrin en Camarès en Rouergue.
- Mas des Bourboux (du) et du Mas de Paysac[233], ancienne extraction[234], lettres de relief de dérogeance en 1597[235], maintenue en 1647 par la Cour des Aides de Bordeaux[b 10], Périgord[236].
- Mascureau (de), extraction 1511, Poitou.
- Masin (de), capitoul de Toulouse 1705, Languedoc, Nivernais.
- Massacré (de), extraction 1539, Périgord.
- Massary (de), anobli en 1705, Italie, Picardie.
- Massia (de), bourgeois honoré de Perpignan, Roussillon.
- Massia de Ranchin (de), capitoul de Toulouse 1709, Gard[b 11].
- Massol de Rebetz (de), chambre des comptes de Bourgogne (Dijon) 1706, Bourgogne.
- Masson d'Autume (de), extraction 1540, marquis en 1751, Franche-Comté.
- Mathan (de), extraction chevaleresque 1341, marquis en 1736, Normandie.
- Matharel (de), secrétaire du roi 1621-1653[237], Auvergne.
- Maublanc de Boisboucher (de), secrétaire du roi 1770-1780 (mort en charge), Poitou (Noirmoutier), Nantes.
- Maublanc de Chiseuil, secrétaire du roi 1719-1739, Bourgogne (Digoin).
- Maudet de Penhouët, ancienne extraction 1480, maintenue en 1669 à Rennes, Bretagne (Caden)[b 11].
- Maud'huy (de), anobli (confirmé) en 1755, Lorraine.
- Mauduit de Carentonne (de), anobli en 1622, maintenue en 1697, Basse-Normandie[238].
- Mauduit du Plessix (de) et Mauduit (de), secrétaire du roi 1726-1729 (mort en charge)[b 11], Bretagne (Hennebont)[239].
- Mauléon de Bruyères (de) et Mauléon Narbonne de Nébias (de), extraction chevaleresque 1343, Languedoc.
- Maulmont (de), extraction chevaleresque 1308, Limousin (Saint-Vitte-sur-Briance).
- Maumigny (de), ancienne extraction 1473, Nivernais.
- Maupeou d'Ableiges (de), anobli en 1586, comte en 1691, honneurs de la cour[240], Paris.
- Maurès de Malartic (de), dispense du marc d'or 1775, Armagnac, Aunis[b 12].
- Maurey (de), ancienne extraction 1453, maintenue noble le 6 avril 1666, Normandie (subsistante en 1977)[241],[242]. (subsistance au XXIe siècle à prouver)
- Maurin de Brignac, supposé chambre des comptes de Languedoc (Montpellier) 1747, Nézignan-l'Évêque en Languedoc.
- Mauroy (de), secrétaire du roi 1776-1790, maintenue en 1825, Troyes[b 12].
- Maury de Lapeyrouse-Vaucresson, extraction 1539, maintenue en 1671, Languedoc.
- Maussion de Candé (de), secrétaire du roi 1704-1724, Maine.
- Maximy (de), anobli (relief) en 1654, Barraux en Dauphiné[b 12].
- May de Termont (de), extraction 1536, Bourbonnais[b 12].
- Maynard et - de La Claye (de), ancienne extraction 1401, honneurs de la cour, Poitou.
- Mazenod (de), échevin de Lyon 1659[243], Saint-Chamond en Forez, Brie, Provence.
- Mazis (des), ancienne extraction 1445, maintenue en 1701 à Dreux[244], Pays de Liège, Orléanais, Ile-de-France.
- Meaudre, - des Gouttes, et - de Sugny, secrétaire du roi 1764-1788, Forez.
- Meaulne (de), ancienne extraction 1477, Anjou, Touraine[b 12].
- Meaux (de), secrétaire du roi 1704-1709 (mort en charge), Forez.
- Mecquenem et Meckenheim d'Artaise (de), extraction 1530, Cologne, Champagne.
- Médrano (de), extraction 1550, maintenue en 1697, Navarre, Armagnac[245].
- Mégret de Serilly d'Étigny, secrétaire du roi 1713, Picardie.
- Méhérenc de Saint-Pierre (de), extraction chevaleresque 1372, honneurs de la cour, Normandie, Bretagne[246].
- Mellis (de), capitoul de Toulouse 1773, Toulouse.
- Mellon (de), ancienne extraction 1480, maintenue en 1669 à Rennes, Bretagne[b 13].
- Ménard de Couvrigny, chambre des comptes de Normandie à Rouen 1731, Normandie.
- Menche de Loisne, anobli en 1697, anoblissement révoqué en 1715, Artois[b 13].
- Mengin Fondragon (de), anobli en 1540, reconnu noble en 1658, Lorraine[247].
- Menou (de), extraction chevaleresque 1272, honneurs de la cour, Perche, Berry[b 13].
- Mensdorff-Pouilly (de), extraction chevaleresque 1397, Lorraine.
- Mercier du Paty de Clam, anobli en 1526, Aunis, Saintonge[b 13],[248].
- Mercoyrol de Beaulieu, maréchal de camp 1784, Vivarais.
- Méric de Bellefon (de), extraction 1531, maintenue en 1671, Guyenne, Lyonnais.
- Méritens (de), extraction 1539, maintenue en 1666, Béarn (Navarrenx).
- Merle (du), extraction chevaleresque 1302, honneurs de la cour, Normandie (Orne)[249],[b 13].
- Merle du Bourg, secrétaire du roi 1783-1790 (mort en charge), Forez[b 14].
- Merlin d'Estreux de Beaugrenier, conseiller au parlement de Flandres à Douai 1750, Hainaut (Valenciennes).
- Mérot du Barré, secrétaire du roi 1736-1749 (mort en charge), Bretagne (Nantes)[b 14].
- Mesnaud de Saint-Paul, échevin d'Angoulême 1659-1661, Angoumois[b 14].
- Mesnil (du), extraction 1537, Normandie.
- Mesnil-Adelée (du), ancienne extraction 1463, maintenue en 1666, Normandie (Coutances).
- Mesnildot (du), ancienne extraction 1487, Normandie.
- Messey (de), noblesse 1574, maintenue en 1669, marquis en 1705, honneurs de la cour, Bourgogne[250].
- Metz et Metz-Noblat (de), maintenue par la chambre des comptes de Lorraine en 1788[251],[252], Lorraine.
- Mézamat de L'Isle (de), maintenue en 1784[b 14][réf. à confirmer], Languedoc[b 14],[253],[254].
- Michel d'Annoville, ancienne extraction 1350[b 14], maintenue en 1598 et 1667, Normandie (Cotentin)[255].
- Michel de Grilleau, maintenue en 1786, Bretagne (famille éteinte en ligne masculine).
- Michel du Roc de Brion (de), cour des aides de Montauban 1654, marquis en 1756, Gévaudan.
- Michel de Roissy, secrétaire du roi 1728, Ile-de-France.
- Michet de Varine-Bohan, conseiller maitre des requêtes au parlement de Dombes 1740-1760, Bohan par décrets de 1913 et 1914, Lyonnais.
- Micolon de Guérines, secrétaire du roi 1736-1742 (mort en charge), Auvergne.
- Mieulet de Ricaumont (de), capitoul de Toulouse 1684[256],[257], Toulouse.
- Milhé de Saint-Victor (de), secrétaire du roi en la CCAF de Montpellier 1753-1761 (mort en charge), Languedoc (Béziers).
- Miniac (de), anobli en 1699, Bretagne (Dol-de-Bretagne)[b 15]
- Miollis (de), anobli en 1770, Provence (Villecroze)[b 15].
- Mirieu de Labarre, secrétaire du roi 1788-1790 (mort en charge), Guyenne (Bordeaux).
- Mirman (de), ancienne extraction 1491, Languedoc[b 15].
- Miscault (de), anobli en 1669, Lorraine.
- Mitry (de), ancienne extraction 1426, Lorraine.
- Moisson de Vaux, secrétaire du roi 1737, Normandie.
- Molette de Morangiès (de), ancienne extraction 1481, maintenue en 1666, honneurs de la cour, Gévaudan, Auvergne (Brioude)[b 16] (famille éteinte en ligne masculine).
- Mondenard de Monié (de), extraction, maintenue en 1668, Guyenne.
- Monléon (de), anobli en 1643, Italie, Provence.
- Mons et - de Carantilly (de), extraction chevaleresque 1375, Normandie.
- Monseignat (de), secrétaire du roi 1782-1790[258] ou noblesse inachevée[259], Rouergue (noblesse non consensuelle).
- Monspey (de), extraction chevaleresque 1383, marquis de Vallières en 1689, Bresse, Beaujolais[b 16].
- Monstiers de Mérinville (des), extraction chevaleresque 1379, honneurs de la cour, Poitou.
- Montagu (de), conseiller-maitre en la Cour des comptes de Dôle 1698, Bourgogne[260].
- Montaignac de Chauvance (de), extraction chevaleresque 1398, honneurs de la cour, Limousin.
- Montaigne de Poncins (de), parlement de Dombes 1696-1721, Forez.
- Montaigu (de), ancienne extraction 1438, honneurs de la cour, Bretagne.
- Montalembert et - de Cers (de), extraction chevaleresque 1317, honneurs de la cour, Poitou.
- Montangon (de), extraction 1503, Champagne.
- Montanier de Belmont, secrétaitre du roi au XVIe siècle, Bugey.
- Montarby (de), ancienne extraction 1460, Champagne.
- Montard (de), reconnaissance de noblesse 1777 par la Cour des Aydes et Finances de Bordeaux, Guyenne (Marmande)[261].
- Montardy de La Palurie (de), anobli en 1777, Périgord.
- Montaudoüin (de), secrétaire du roi 1750, Nantes.
- Montault (de), extraction chevaleresque 1352, honneurs de la cour, Armagnac.
- Montcornet de Caumont (de), extraction 1559, Picardie, Lorraine.
- Montecler (de), extraction chevaleresque 1380, marquis en 1616, honneurs de la cour, Maine.
- Monteil (de), anobli en 1656, Périgord.
- Montesquiou-Fezensac (de), extraction chevaleresque, honneurs de la cour, Armagnac.
- Montesson (de), ancienne extraction 1415, Maine.
- Monteynard (de) (Montaynard, anciennement Aynard)[262], ancienne extraction 1415, marquis de Montfrin en 1652, honneurs de la cour, Dauphiné.
- Montfort (de), extraction, maintenue au Conseil d'État en 1672, Bretagne (Côtes-d'Armor).
- Montfort (de), ancienne extraction 1459, vicomte en 1860, Normandie.
- Montgolfier (de), anobli en 1783, Vivarais.
- Montgrand (de), secrétaire du roi 1706, Vivarais, Provence.
- Montheil de Septfons, extraction 1554, Rouergue.
- Monti de Rezé (de), r.n.f. 1569 (anobli), maintenue en 1669 à Rennes, Toscane, Bretagne (Nantes)[b 17].
- Montillet de Grenaud (de), ancienne extraction 1479, maintenue en 1700, Bugey[b 17].
- Montmorillon (de), extraction 1508, Bourgogne.
- Montozon (de) (de Léguilhac), extraction 1558, Périgord.
- Montrichard (de), extraction chevaleresque 1285, honneurs de la cour, Franche-Comté.
- Montrognon de Salvert (de), ancienne extraction 1496, honneurs de la cour, Auvergne.
- Montrond (de), ancienne extraction 1459, Vivarais, Dauphiné.
- Monts de Savasse (de), ancienne extraction 1471, Dauphiné, Bigorre.
- Morant (de), anobli en 1590, maintenue en 1666, honneurs de la cour, Haute-Normandie, Bretagne[263].
- Moras (de), ancienne extraction, r.n.f. 1565, Naples, Limousin.
- Mordant de Massiac (de), chambre des comptes de Normandie à Rouen 1736, Haute-Normandie.
- Moréal de Brévans, conseiller correcteur en la Chambre des Comptes de Dole au XVIIIe siècle, Franche-Comté.
- Moreau de La Rochette, anobli en 1768, Ile-de-France.
- Moreau de Montcheuil et - de Saint-Martin, trésorier à Poitiers 1743, Poitou.
- Morel (de), anobli en 1643, Normandie.
- Morel de Foucaucourt et - de Boncourt, extraction 1521, Picardie.
- Morel de Lacolombe et - de Lachapelle d'Apcher, extraction chevaleresque 1390, maintenue en 1669, Auvergne, Languedoc[264].
- Morel de Villiers, deux trésoriers à Dijon 1743 et 1755, Champagne, Bourgogne.
- Morell d'Aubigny d'Assy (de), ancienne extraction 1480, Normandie.
- Morgan de Rivery (de), secrétaire du roi 1709, Picardie.
- Morgues de Saint-Germain (de) et de Mourgues, extraction 1583, Velay. (principe de noblesse à vérifier)
- Morisson de La Bassetière, ancienne extraction 1469, maintenue en 1667 à Potiers, Poitou[265].
- de Morvillier(s), anoblie en 1472, Blésois[266].
- Mossion de La Gontrie, secrétaire du roi 1735, Saintonge.
- Mostuéjouls (de), extraction chevaleresque 1225, Rouergue[267].
- Moucheron (de), ancienne extraction 1447, maintenue en 1667[268], Normandie, Bretagne.
- Mouchet de Battefort de Laubespin (de), extraction 1525, comte en 1649, Franche-Comté[269].
- Moulin de Labarthète (du), extraction 1510, Gascogne.
- Moulin de La Bretèche (du), anobli en 1697, Normandie[d 2].
- Moulins de Rochefort (de), ancienne extraction 1464, honneurs de la cour, Poitou.
- Moullart de Torcy et - de Villemarest, ancienne extraction 1479, Picardie.
- Mourins d'Arfeuille, ancienne extraction 1400, Marche.
- Moustier (de), ancienne extraction 1496, marquis en 1741, honneurs de la cour, Franche-Comté, Paris.
- Moustier (de), lettres de surranation et de confirmation de noblesse 1632, maintenue en 1667[96],[270], Provence.
- Moustier de Canchy (du), anobli en 1691, Normandie (Caen)[b 18],[d 3].
- Moutis (des), ancienne extraction, maintenue en 1666 à Alençon, Normandie (Argentan)[271].
- Moÿ de Sons (de), extraction chevaleresque 1327, honneurs de la cour, Champagne.
- Mulatier de La Trollière, ancienne extraction 1443, Bourbonnais.
- Mullenheim et - de Rechberg (de), extraction chevaleresque 1337, baron en 1773, Alsace.
- Mullot de Villenaut (de), extraction 1538, maintenue en 1702 à Orléans, Nivernais[b 19], Orléanais.
- Mun (de), ancienne extraction 1425, honneurs de la cour, Bigorre[b 19].
- Murard de Saint-Romain (de), échevin de Lyon 1574, Lyonnais.
- Murat de Lestang (de), ancienne extraction 1451, honneurs de la cour, Dauphiné[b 19].
- Musnier de Pleignes, chambre des comptes de Paris 1673, Paris.

- Haut – A
- B
- C
- D
- E
- F
- G
- H
- I
- J
- K
- L
- M
- N
- O
- P
- Q
- R
- S
- T
- U
- V
- W
- X
- Y
- Z

## N
- Naguet de Saint-Vulfran, anobli en 1522, maintenue 1668, Normandie[272].
- Napoléon, ancienne famille Bonaparte, extraction 1596, Empereur des Français.
- Narp (de), anobli en 1774, Béarn, Saint-Domingue[273].
- Nas de Tourris (de), ancienne extraction 1495, Provence, Île Bourbon[274].
- Nattes (de), anoblissement 1369, maintenue 1669, Rouergue, Languedoc[275].
- Navailles Labatut (de), extraction chevaleresque 1399, maintenue 1671, honneurs de la Cour 1784[276], (baron d'Angaïs, 1656, br. cadette éteinte)[277], Béarn, Gascogne.
- Nays (de), extraction 1551 (br. de Nays-Candau, baron 1652, marquis 1718, éteinte 1913[278]), Béarn[279].
- Nervo (de), secrétaire du roi 1752-1756 (mort en charge), Lyonnais[279].
- Nettancourt (de), - de Vaubécourt, extraction chevaleresque 1386, Champagne[280].
- Neyron de Saint-Julien, secrétaire du roi 1768, (br. cadette baron 1849, éteinte) Forez[281].
- Nicol de La Belleissue, extraction 1518, maintenue 1669, Bretagne[282].
- Nicolaï de Lacoste de Laval (de), extraction, maintenue 1738, Limousin[283]
- Nicolay (de) , anoblissement par charge : conseiller au Parlement de Toulouse 1465[284], branche aînée honneurs de la Cour en 1776 et 1781, marquis de Goussainville 1645.
- Noailles (de), extraction chevaleresque 1225, comte d'Ayen 1592, duc de Noailles et pair 1663 (duc d'Ayen 1737, titre d'attente des ducs de Noailles), marquis de Maintenon (1698, 1719), honneurs de la cour, Limousin, Ile-de-France[285].
- Noblet d'Anglure (de), alias Noblet (de), ancienne extraction 1482, maintenue 1669, 1698, marquis d'Anglure en 1715, comte de la Clayette en 1730, Bourgogne[286].
- Nompère de Champagny (de), extraction 1588[287], Forez. (Famille éteinte en ligne masculine).
- Nonancourt (de), extraction 1557, Lorraine.
- Normant de la Villehelleuc, ancienne extraction 1464, Bretagne (Côtes-d'Armor)[288]
- Noüe (de), extraction chevaleresque 1308, Picardie
- Nouel (de) (Noüel), extraction 1535, protestation de la noblesse de Bretagne de janvier 1789[289], Bretagne[290].
- Nouël de Buzonnières, - de Tourville de Buzonnière, trésorier d'Orléans 1735, Orléanais[291]
- Novion (de), extraction 1556, Champagne[292].
- Noyer (du), Anobli (confirmé) par L.P. en 1655, marquis du Noyer en 1731, Bordelais.
- Nucé de Lamothe (de), capitoul de Toulouse 1773, Martel en Languedoc, Quercy[293].
- Nuchèze (de), alias de Neuchèze, extraction chevaleresque 1320, maintenue 1667, Poitou[294].

- Haut – A
- B
- C
- D
- E
- F
- G
- H
- I
- J
- K
- L
- M
- N
- O
- P
- Q
- R
- S
- T
- U
- V
- W
- X
- Y
- Z

## O
- Oberkampf, cité 1584 (noblesse du Saint Empire), Suisse, lettres de naturalité en 1770, anoblissement par lettres : 1787, Île-de-France[295]. (Famille éteinte en ligne masculine).
- O'Byrne, r.n.f. 1770, Irlande, Bordeaux[296]
- Odart de Rilly d'Oysonville, maintenue en 1715[a 7], marquis 1851, Poitou, Touraine.
- Ogier de Baulny, extraction 1693, Champagne[297] La famille Ogier de Baulny, contrairement à la Branche Ogier d'Ivry, n'a pas été anoblie bien qu'elle se soit fort approchée du second ordre (convocation à l'arrière ban de 1693, comparution dans la noblesse à Meaux en 1789)[298]. (principe de noblesse à vérifier)
- Ogier d'Ivry, extraction 1693, baron Ogier et de l'Empire 1814, Champagne, Île-de-France[299]
- Oilliamson (d') olim Williamson, ancienne extraction 1495 (garde écossaise), marquis d'Olliamson 1739, Écosse, Normandie.
- Oiron (d'), maintenue en 1666, Berry[300]
- O'Kelly-Farell, reconnu noble en France 1756, honneurs de la Cour 1776, Irlande, Languedoc.
- Ollone (d') olim Dolon, extraction 1516, maintenue 1670, Languedoc, Lorraine.
- O'Mahony, ancienne extraction, r.n.f. honneurs de la cour 1788[301], Irlande, Franche-Comté[302]
- Onffroy de Verez, anoblissement par lettres : 1543, Normandie, Saint-Domingue, Bretagne[303].
- Orglandes (d'), extraction chevaleresque 1396[a 7] ou ancienne extraction 1454, baron 1824, Normandie (Manche, Orne).
- Oriola (d') olim Oriola, bourgeois honoré de Perpignan 1673[304], , Roussillon.
- Orival de Miserey (d'), Parlement de Besançon 1684, Franche-Comté.
- Orléans (d'), extraction chevaleresque 1366, honneurs de la cour 1787, Berry, Orléanais.
- Ornano (d'), ancienne extraction 1470, Corse[305]
- Orsanne (d'), extraction 1539, Marche, Berry.
- Ortholi (d') olim Ortoli, cité 1454, noblesse génoise 1656, reconnu noble 1772, Corse.
- Ortoli, Famille de Sartène. Reconnue noble par arrêt du Conseil Supérieur de la Corse du 21 mai 1772, établissant la filiation depuis Ghjucante, Ottaviu et Ghjuvanninellu Ortoli, vivants au XVIe siècle[306].
- Osmont d'Amilly, trésorier à Paris 1759-1790, baron 1825, Normandie
- Ozouville (d'), extraction 1550, Normandie, Bretagne[307].

- Haut – A
- B
- C
- D
- E
- F
- G
- H
- I
- J
- K
- L
- M
- N
- O
- P
- Q
- R
- S
- T
- U
- V
- W
- X
- Y
- Z

## P
- Pagès de Beaufort (de), baron de Pourcarès par L.P. du 5 décembre 1647, Gévaudan[308].
- Paillard de Chenay, président trésorier de France 1677, Alençon, Normandie, Maine[309].
- Paillot de Montabert, extraction, dérogeance, secrétaire du roi 1766, Champagne, Picardie[310].
- Paix de Cœur (de), conseiller au Parlement de Rouen 1543, maintenu 1668, Normandie[311].
- Palluat de Besset, secrétaire du roi par provisions du 16 octobre 1741[312] (ou 1742-1750), Saint-Chamond en Forez[313].
- Panisse-Passis (de) olim Panisse, anobli en 1510, conseiller au Parlement de Provence le 15 novembre 1543, Comtat-Venaissin, Provence[314].
- Panou de Faymoreau, chambre des comptes de Bretagne 1744-1765 et 1770-1791, certificat de noblesse d'Antoine Marie d'Hozier de Sérigny le 8 mars 1781[315], Faymoreau en Poitou.
- Panthou (de), maintenue de noblesse par Montfaut en 1463, Normandie, Calvados.
- Parc (du) (de Barville), ancienne extraction 1403, honneurs de la cour, Normandie[316].
- Parc-Locmaria (du), extraction chevaleresque 1340, Bretagne.
- Parcevaux (de), et- de Tronjoly, extraction 1557, Bretagne (Finistère)[317].
- Pardieu (de) , ancienne extraction 1458, honneurs de la cour, Normandie.
- Parent du Châtelet, et- Labille, chambre des comptes de Paris, Île-de-France.
- Parent de Lannoy, extraction, maintenue 1697, Paris, Normandie[318]
- Parisot de Bernécourt, extraction 1598[319], baron en 1707, Lorraine[320].
- Parscau du Plessix (de), extraction 1524, Bretagne (Finistère)[321].
- Parseval (de), secrétaire du roi 1751-1766 (mort en charge), Perche.
- Pascal (de), anobli en 1750, Languedoc, Bretagne.
- Pasquet du Bousquet de Laurière, anobli en 1702, Angoumois.
- Pasquier de Franclieu, noblesse prouvée depuis 1561, maintenue à Melun en 1665, marquis par L.P. de 1767 (pour un rameau éteint le 18 juillet 1839), Ile-de-France, Bigorre.
- Passage (du), ancienne extraction 1490, maintenue par Cauchon le 11 mars 1599[322], Picardie.
- Passemar de Saint-André d'Alban (de), extraction 1545, Languedoc
- Passerat de La Chapelle, maréchal de camp 1770, Bugey (ceux d'aujourd'hui descendraient du frère de l'anobli)
- Passerat de Silans, noblesse 1567, Bugey[323]
- Pastoureau de La Braudière, extraction 1528, Orléanais. (Famille éteinte en ligne masculine).
- Patas d'Illiers, trésorier à Orléans 1701, Orléanais[a 8].
- Patronnier de Gandillac, extraction, maintenue en 1667, Périgord[b 20].
- Paulze d'Ivoy de La Poype, secrétaire du roi 1775-1790 (a relevé le nom de La Poype par décret de 1864), Forez[324] ou noblesse inachevée[325] (noblesse non consensuelle).
- Pavin de Lafarge (de), secrétaire du roi 1732, Poitou, Vivarais.
- Pavret de La Rochefordière, secrétaire du roi 1788-1789 (mort en charge), Bretagne (Nantes)[326].
- Payen de La Garanderie, extraction 1540, Normandie.
- Péan de Ponfilly, ancienne extraction 1479, Bretagne[327].
- Pechpeyrou-Comminges de Guitaut (de), extraction chevaleresque 1346, maintenue en 1697, honneurs de la Cour 1753, Quercy, Bourgogne[328].
- Peguilhan de Larboust de Thermes (de), ancienne extraction 1484, maintenues de noblesse d'extraction en 1668 et 1700[329], honneurs de la cour en 1751[330], Betbèze en Comminges.
- Pelet (de), extraction 1528, Artois, Bretagne.
- Pelgrain de Lestang, cour des monnaies de Paris 1678, Touraine.
- Pellegars-Malhorthie (de), ancienne extraction 1472, maintenues 1661 et 1668, Martinique[331]
- Pelleterat de Borde, secrétaire du roi 1727, Franche-Comté.
- Pellissier de Féligonde, et - Léotoing d'Anjony de Foix (de), secrétaire du roi 1666 (d'Anjony par décret de 1869), Auvergne.
- Peloux de Praron (du), et  Peloux de Saint-Romain(du), ancienne extraction 1456, Vivarais.
- Penet de Monterno, secrétaire du roi 1710[332], comte en 1754, Dombes.
- Penfentenyo de Cheffontaines (de), et - de Kervéréguin, extraction chevaleresque 1393, honneurs de la cour, baron de Cheffontaines en 1680, Bretagne[333].
- Penguern (de), ancienne extraction 1427[334], maintenue en 1669 à Rennes, Bretagne (Finistère)[335].
- Pennart (de), ancienne extraction 1441, Touraine[a 8].
- Pépin de Bellisle, XVe siècle[réf. nécessaire], Bretagne (Saint-Malo), éteinte en ligne masculine
- Percin (de), secrétaire du roi au Parlement de Toulouse 1553-1582, maintenue en 1698, Gascogne (Gers), Toulouse, Artois, Martinique[b 21],[336].
- Percy (de), extraction chevaleresque 1391, Normandie.
- Peretti Della Rocca, extraction 1550 (maintenue en 1773 par le conseil supérieur), Corse[a 9].
- Périer de Larsan (du), secrétaire du roi 1531, Languedoc, Guyenne.
- Pérignon (de), capitoul de Toulouse 1706, Languedoc.
- Perrault de Jotemps, écoles royales militaires 1786, Bugey.
- Perron de Revel (du), Chambre des comptes de Grenoble 1604, Dauphiné.
- Perrochel (de), secrétaire du roi 1597, Île-de-France, Maine.
- Perrot du Vernay, secrétaire du roi 1676-1678 (mort en charge), comte 1816 (branche de Chazelles), Paris.
- Perruchot de La Bussière, secrétaire du roi 1729, Bourgogne.
- Perthuis (de) et - de Laillevault, extraction 1546, Beauvaisis.
- Perthuis de La Salle (de), secrétaire du roi 1653, Poitou[a 9].
- Pérusse des Cars (de), extraction chevaleresque 1281, honneurs de la cour, Limousin.
- Peschart d'Ambly, anobli en 1605, Barrois.
- Peting de Vaulgrenant, conseiller secrétaire du roi 1702, président en la Chambre des Comptes de Dole en 1730, Metz en Lorraine.
- Petit de Chemellier, extraction 1518, Anjou.
- Petit de Leudeville, secrétaire du roi 1637, Bourgogne.
- Petriconi (de), maintenue 1774, Corse.
- Petyst de Morcourt, secrétaire du roi 1733-1753, Picardie.
- Peydière, (de Vèze), secrétaire du roi 1780-1786 (mort en charge), Auvergne.
- Peyrecave de Lamarque (de) et de Pomès, noblesse 1575, maintenue 1711, Gascogne[337]
- Peyronnet (de), secrétaire du roi 1722-1728, Guyenne.
- Peyroux (du), extraction 1519, Marche.
- Philip (de), secrétaire du roi 1768-1773 (mort en charge), Provence (Aix).
- Philpin de Piépape, anobli en 1749, Champagne[338].
- Phily (de), Parlement de Dombes 1634[339], maintenue 1669[340], Lyonnais[341]
- Pichard du Page et- de La Caillière, Chambres des comptes de Nantes, XVIIIe siècle, Poitou.
- Picot de Moras d'Aligny, ancienne extraction 1480.
- Picot de Vaulogé et Picot de Peccaduc, extraction 1516, maintenue en 1715 et 1716, Bretagne, Mayenne, Autriche[342] (branche de Vaulogé éteinte).
- Piédoüe d'Héritôt (de), extraction 1543, Normandie, Paris.
- Pierre de Bernis (de), -et de Bernis de Marsac, -et de Bernis-Calvière, extraction chevaleresque 1378, honneurs de la cour, Vivarais.
- Piet de Beaurepaire, anobli en 1689, Anjou.
- Pillot-Chantrans (de) et -de Pillot-Coligny, anobli (confirmé) 1494[a 10], marquis de Pillot-Chantrans (1780) pour une branche, Franche-Comté.
- Pin de La Guérivière (du) (alias Dupin de La Guérivière), même famille que Dupin de Saint-Cyr (q.v.), ancienne extraction 1433, maintenu 1667, vicomte 1828 (à titre personnel : éteint), Poitou, Bretagne.
- Pin de Saint André (du), cour des aides de Bordeaux 1643, Rouergue.
- Pinczon du Sel, anobli en 1476[a 10], Bretagne (Rennes)[343].
- Pindray d'Ambelle (de)[344],[345], extraction chevaleresque 1388, maintenue 1667[346], Poitou, Périgord, Ile Bourbon.
- Pineau de Viennay, anobli en 1638, Maine
- Pinel de Golleville, conseiller secrétaire du roi Maison et Couronne de France par L.P. du 12 septembre 1731[347], Bricquebec en Normandie[348].
- * Pinel de La Taule (de), certificat pour le service militaire (1785)[349], ou écoles militaires (1786), Aude[b 22].
- Pinet des Ecots, chambre des comptes de Dole 1758, Nivernais.
- Pineton de Chambrun, ancienne extraction 1491, Gévaudan.
- Pinon et - Pinon de Quincy[350], conseiller secrétaire du roi, Maison et Couronne de France le 7 février 1547, conseiller au Parlement de Paris le 28 juin 1585, Berry, Orléanais et Île-de-France[351].
- Pins (de) - et  de Pins de Caucalières, extraction chevaleresque 1362, maintenue de 1668, honneurs de la cour, Guyenne, Languedoc.
- Pins-Montbrun (de), ancienne extraction 1427, honneurs de la cour, Guyenne[352]
- Pinsun (de), noblesse 1562, Béarn, Gascogne.
- Piochard de La Bruslerie, anobli en 1743, Bourgogne[353].
- Pioger (de), ancienne extraction 1477, Bretagne[354].
- Piolenc (de), ancienne extraction 1484, Provence, Languedoc.
- Piton du Gault, extraction, maintenue de noblesse en 1666 par Messire de Chamillart, Normandie[355].
- Plan de Sieyes de Veynes (de), extraction 1649, marquis de Sieyes en 1760, Dauphiné, Provence[356]
- Planchard de Cussac (de), secrétaire du roi 1752, Limousin.
- Planet (de), capitoul de Toulouse 1700, Languedoc.
- Planta de Wildenberg (de), r.n.f. 1721, Suisse, Dauphiné[357]
- Plas (des, extraction 1500, Quercy.
- Plessis d'Argentré (du), ancienne extraction 1425, maintenue en 1668 à Rennes, honneurs de la cour, Bretagne (Ille-et-Vilaine)[b 23].
- Plessis de Grenédan (du), ancienne extraction 1420, marquis en 1747, honneurs de la cour, Bretagne (Saint-Malo)[358].
- Plument de Bailhac (de), Écoles militaires 1788, Angoumois.
- Pluvié (de), extraction chevaleresque 1386, honneurs de la cour, Bretagne (Vannes)[359].
- Pocquet de Livonnière, Chambre des Comptes de Blois en 1767 (conseiller du roi mort en fonction) (1766-1767 et 1767-1775), Anjou[360]
- Poërier de Portbail (du), extraction 1550, Normandie.
- Poignand du Fontenioux et- de La Salinière, maire de Poitiers 1718, Poitou.
- Poilloüe de Saint-Périer (de) et - de Saint-Mars, ancienne extraction 1407, Beauce.
- Poitevin de Fontguyon, anobli en 1783, Angoumois (Rouillac).
- Polignac (de), olim de Chalencon, extraction chevaleresque 1205, duc en 1780, honneurs de la cour, une branche puinée est souveraine de la principauté de Monaco depuis 1949, Velay[b 24].
- Pomereu d'Aligre (de), ancienne extraction 1485, marquis en 1717, Picardie, Île-de-France.
- Pommare (des), anobli en 1585, Normandie (Montivilliers).
- Pommereau (de), secrétaire du roi 1763-1768 (mort en charge), Berry (Bourges).
- Pompéry (de), extraction 1545, Picardie, Champagne[361].
- Poncelin de Raucourt, chambre des Comptes de Dôle 1724-1750, Franche-Comté.
- Ponnat (de), ancienne extraction 1491, Dauphiné (Gap).
- Pont de Compiègne (du), maintenue de noblesse 1667, preuves de noblesse délivrées le 6 septembre 1788 par Antoine Marie d'Hozier de Sérigny pour l'admission dans les Écoles Militaires, Béarn, Champagne[362].
- Pont de Ligonnès (du), extraction 1507, Vivarais.
- Pont de Romémont (du), secrétaire du roi 1779-1783 (mort en charge), Lorraine (Nancy)[363].
- Pontac (de), anobli par L.P du 16 mai 1513[364], Béarn, Guyenne.
- Pontavice (du) et -  Vaugarny, Heussey, Renardières, extraction chevaleresque 1400, honneurs de la cour, Bretagne, Normandie[365].
- Pontevès d'Amirat (de), extraction chevaleresque 1213, honneurs de la cour, duc de Sabran 1829 (sur réversion), Provence.
- Pontual (de), extraction chevaleresque 1400, Bretagne[366].
- Porcaro (de), ancienne extraction 1426, Bretagne (Saint-Malo)[367].
- Porée du Breil et - de la Touche, secrétaire du roi en 1730, Bretagne (Saint-Malo)[368].
- Poret (de), ancienne extraction 1423, honneurs de la cour, Normandie (Falaise).
- Poret de Blosseville de Civille, secrétaire du roi près la chancellerie du Parlement de Rouen le 20 novembre 1722[369], Conseiller au Parlement de Rouen le 16 janvier 1734, lettres d'honneurs 1753, Normandie.
- Porlier, Sgr de Piédefer, de Compiègne et Millerais, Lieutenant de la Connétablie de France en 1610, Echevin de Bourges en 1634[370].
- Porlier de Rubelles, maintenue noble en 1671, chevalier de l'Ordre de Malte en 1714, Ile de France, Normandie et Bourbonnais.
- Port de Loriol (du), anobli (relief) en 1655, comte de Loriol en 1743, Bresse (Nantua).
- Port de Pontcharra (du), anobli en 1612, Dauphiné.
- Portes (de), extraction 1547, marquis en 1747, Hérault, Toulouse[371] (éteinte en ligne masculine).
- Portier de Villeneuve (de), anobli en 1651, Champagne, Lorraine[372]
- Postel (de), ancienne extraction 1478, Normandie.
- Postis du Houlbec (de), anobli (franc fief) en 1470, maintenue de noblesse en 1669, Normandie[373].
- Potet de Cruzilles (du), maintenue en 1702, Bourgogne, Champagne[374]
- Potier (de), maintenue 1702, Bourgogne, Champagne.
- Potier de Courcy, ancienne extraction 1486, Normandie[375]
- Potier de La Houssaye, mêmes armes que la famille Potier de Courcy[376], maintenue en 1788[376], Bretagne (Saint-Malo).
- Potier de La Morandière, Cour des monnaies de Paris 1475[376], Ile-de-France[377].
- Potier de La Varde, extraction 1586, Normandie[378]
- Pouget (du), extraction 1555, Périgord.
- Pouget de Nadaillac (du), ancienne extraction 1416, Quercy, Périgord.
- Pouilly (de) et - Mensdorff Pouilly (de), extraction chevaleresque 1397, Lorraine.
- Poujol de Molliens, secrétaire du roi 1765-1777 (mort en charge), Picardie.
- Poulain de La Fosse-David, extraction, maintenue 1669, Bretagne[379].
- Poulpiquet du Halgouët et de Brescanvel (de), extraction chevaleresque 1395, honneurs de la cour 1788, Bretagne[380]
- Pourroy de Lauberivière de Quinsonas (de) et- de Quinsonas Oudinot, anobli en 1609, (une branche a relevé Oudinot en 1956), Dauphiné.
- Pous (de), capitoul de Toulouse 1756, Toulouse[381].
- Poute de Puybaudet, ancienne extraction 1427, Poitou.
- Poutier de Sone (de), Parlement de Dole 1595, Franche-Comté.
- Poyen Bellisle (de), anobli en 1770, Guyenne, Guadeloupe.
- Poyferré de Cère (de), extraction 1568, Bigorre, Armagnac.
- Pozzo di Borgo, noblesse 1629, maintenue en 1774 par le conseil supérieur, Corse[a 11].
- Pracomtal (de), ancienne extraction 1443, honneurs de la cour, Nivernais.
- Pracontal (de), lettres de relief 1681[a 11], confirmation de noblesse d'ancienne extraction le 27 novembre 1730, Dauphiné, Normandie[382].
- Pradel de Lamaze (de) (alias Lamase), anobli (confirmé) en 1700[a 11], Limousin (Uzerche).
- Pradier d'Agrain (de), anobli 1652, Velay, Bourgogne.
- Prat (de), admission aux états de Béarn en 1774.
- Pré de Saint-Maur (du), Chambre des Comptes de Paris 1513, Brie.
- Préaulx (de), ancienne extraction 1451, maintenue 1669, Touraine[383]
- Préveraud de Laubepierre de Vaumas, secrétaire du roi 1728-1749, la branche de La Boutresse est de noblesse inachevée, Bourbonnais[384],[385].
- Préveraud de Sonneville, échevin d'Angoulême 1656, Angoumois[b 25].
- Prévost de La Boutetière, extraction 1556, Poitou.
- Prévost de Sansac de Traversay, extraction chevaleresque 1375, honneurs de la cour, Poitou[386].
- Provenchères (de), secrétaire du roi 1762, Auvergne.
- Prudhomme de La Boussinière (de), secrétaire du roi 1782-1790[387] ou noblesse inachevée[388],[389],[390] pour la branche cadette (noblesse non consensuelle). Branche aînée anoblie en 1825[391]. Maine.
- Prunelé (de), extraction chevaleresque, honneurs de la cour, Beauce.
- Puget de Cabassole du Réal de Barbentane (de), ancienne extraction 1443, honneurs de la cour, Provence[a 12].
- Pujo de La Fitole (de), déchargé du droit de franc-fief à l'intendance de Montauban le 7 mai 1694, marquis de Lafitole par L.P. de mars 1741, Lafitole en Béarn, Bigorre (Vie).
- Puniet de Parry (de), extraction, maintenue 1675, Quercy[392]
- Putecotte de Renéville, noblesse prouvée 1615, Normandie, Dauphiné.
- Puton, anobli en 1786, Lorraine (Remiremont)[393].
- Puy de Clinchamps (du) [394], ancienne extraction 1400 selon Régis Valette, 1486 selon Gustave Chaix d'Est-Ange, Barrois[a 12].
- Puy de Goyne (du) [395], maintenue 1766[396], Lyonnais.
- Puy-Montbrun (du) olim del Puech, extraction, maintenue 1668[a 13], Languedoc (Albi).
- Puybusque (de), capitoul de Toulouse 1482, Languedoc[397].
- Puyou de Pouvourville, capitoul de Toulouse 1695, Languedoc, Alsace.

- Haut – A
- B
- C
- D
- E
- F
- G
- H
- I
- J
- K
- L
- M
- N
- O
- P
- Q
- R
- S
- T
- U
- V
- W
- X
- Y
- Z

## Q
- Quarré de Boiry, anoblissement par lettres (roi d'Espagne) 1627, lettres de chevalerie 1723, Artois[398].
- Quarré de Château-Regnault d'Aligny, anobli (relief) 1615, Bourgogne[399].
- Quarré de Verneuil, Chambre des Comptes de Dole 1769-1771, Bourgogne.
- Quatrebarbes (de), extraction chevaleresque 1291, honneurs de la cour, Anjou, Maine.
- Quelen (de), extraction chevaleresque 1379, honneurs de la cour 1777, baron 1810, Bretagne (Cornouaille)[400].
- Quemper de Lanascol, ancienne extraction 1413, Bretagne (Tréguier)[401].
- Quengo de Tonquédec (de), extraction chevaleresque 1390[402], maintenue en 1669 à Rennes, honneurs de la Cour de 1765 à 1790, Bretagne[57].
- Quentin de Coupigny, extraction, maintenue en 1605, Normandie (Cotentin)[403].
- Quérangal (de), secrétaire du roi 1781, en charge le 23 Juin 1790, Bretagne[54]
- Quesnel, secrétaire du roi 1781-1787 (mort en charge), Normandie (Rouen).
- Quétier de Saint-Éloy, maintenue 1670, Bretagne[404].
- Queylar (de), ancienne extraction[réf. nécessaire], maintenue 1668, Languedoc, Provence.
- Quintin de Kercadio, anobli en 1490, Bretagne (Tréguier).
- Quirot de Poligny, Chambre des comptes de Dole 1722-1732, Bourgogne.

- Haut – A
- B
- C
- D
- E
- F
- G
- H
- I
- J
- K
- L
- M
- N
- O
- P
- Q
- R
- S
- T
- U
- V
- W
- X
- Y
- Z

## R
- Rabaudy-Montsoussin (de), Parlement de Toulouse 1567, capitoul 1659, Languedoc[405]
- Rafélis de Broves (de), maintenue de noblesse par Belleguise le 12 janvier 1669, Provence[406].
- Rafélis de Saint-Sauveur - et - Raphélis-Soissan (de), Conseiller en la chambre des comptes de Montpellier en 1553, honneurs de la cour en 1766, Milanais, Provence[407].
- Raffin de La Raffinie, extraction 1504, Auvergne.
- Raguet de Brancion de Liman (de), extraction 1567, Lorraine.
- Raigniac (de), extraction 1517, Guyenne, Agenais.
- Raincourt (de) (olim Henriet) extraction chevaleresque 1331, marquis en 1719, honneurs de la cour, Franche-Comté, Champagne.
- Raison du Cleuziou, extraction 1531, Bretagne[408].
- Ramey de Sugny (de), extraction, maintenue 1617, Forez.
- Rarécourt de La Vallée de Pimodan (de) (autrefois Henriet), anobli par reprise de noblesse maternelle en 1581, honneurs de la Cour 1766, duc romain 1860, Lorraine[409].
- Rasilly (de), extraction chevaleresque 1223, Touraine.
- Rasque de Laval (de), extraction 1559, maintenue 1704, Provence (Castellane)[410].
- Ravel d'Esclapon (de), secrétaire du roi 1675, Provence.
- Ravinel (de), anobli en 1664, Anjou, Lorraine.
- Raviot de Saint-Anthost, secrétaire du roi 1672-1693, Bourgogne (Dijon).
- Raymond (de), confirmé en 1757 (décharge de franc-fief), Rouergue.
- Raymond-Cahuzac (de), anobli (confirmé) en 1769, Languedoc (Castelnaudary)[411]
- Réau de La Gaignonnière (du), anoblissement 1725[412] (anobli par lettres patentes du 26 août 1670 enregistrées le 29 mai 1725)[413], Berry, Anjou, Touraine.
- Reboul (de), extraction 1548, maintenue 1669, Languedoc, Saintonge[414].
- Regnauld de Bellescize (de), Parlement de Dombes 1597, maintenue 1667, Lyonnais.
- Regnauld de La Soudière, extraction chevaleresque 1213, Angoumois.
- Regnault de Bouttemont, extraction 1575, maintenue 1701, Normandie[415]
- Reich de Reichenstein, ancienne extraction 1258[réf. nécessaire], maintenue 1504[réf. nécessaire], baron 1773, Alsace.
- Reinach Foussemagne (de) -, Wert, - et, Hirtzbach, extraction chevaleresque 1210, Alsace.
- Rémond du Chelas (de), Chambre des Comptes de Grenoble 1675, Dauphiné, Bretagne[416].
- Remÿ de Campeau, secrétaire du roi 1747-1767, Flandre.
- Remy de Courcelles (de), ancienne extraction 1495, Normandie.
- Renaud d'Avène des Méloizes, marquis de Fresnoy en 1767, maintenue en 1785, Nivernais, Québec, Oise[417] (éteinte en ligne masculine).
- Renepont de Vicq (de), secrétaire du roi par provision du 12 août 1708 (1708-1710), déchargé du droit de franc fief le 25 juillet 1765, Barrois.
- Renouard de Bussière, secrétaire du roi 1760, Berry[418]
- Renusson d'Hauteville (de), anobli en 1703, révoqué en 1715, conseiller secrétaire du roi en 1777 près la chancellerie de la Cour des Aides de Clermont-Ferrand (mort en charge), Maine[419].
- Rességuier (de), anoblissement graduel au XVIIe siècle par la charge de conseiller au parlement de Toulouse[420], comte et marquis 10 décembre 1652, maintenue noble 29 avril 1667 et 23 janvier 1698[421], Rouergue[422], Toulouse
- Retz de Servies (de), extraction 1525, Gévaudan.
- Revel du Perron (de), cour des comptes de Grenoble, 1644, Dauphiné[423].
- Reversat (de) de Célès de Marsac, conseiller au Parlement de Toulouse charge graduelle (1681-XVIIIe siècle), Languedoc[424].
- Reviers de Mauny (de), ancienne extraction 1469, maintenue 1634, Normandie, Orléanais[425].
- Reynal de Saint-Michel (de), capitoul de Toulouse 1682, Languedoc, Martinique, Bordeaux.
- Reynold de Seresin, Parlement de Dombes 1732-1752, Dauphiné.
- Riberolles (de), secrétaire du roi 1736-1762, Auvergne (Thiers).
- Ribes (de), secrétaire du roi 1764, Languedoc, Paris.
- Ribier (de), ancienne extraction 1428, Auvergne.
- Richard de Latour, extraction 1517, Poitou[426].
- Richard de Soultrait, Chambre des Comptes de Dole 1745-1748, Valréas en Provence, Nivernais.
- Richard de Vesvrotte, anobli en 1561, Bourgogne[427].
- Richer de Forges, anobli en février 1472 et maintenue noble en 1666[428],[429],[430], Normandie, Bretagne. (anobli en 1742 selon Régis Valette)[431].
- Richoufftz de Manin (de), ancienne extraction en Allemagne, r.n.f. 1599, Artois.
- Riencourt (de), extraction chevaleresque 1206, honneurs de la cour, Picardie.
- Rieu de Séverac, et - de Maynardier (du), extraction, maintenues 1699 (sgrs de Séverac) et 1784 (sgrs de Maynardier), Rouergue, Périgord[432]
- Rieux de la Villoubert (des), secrétaire du roi 1747 confirmé en 1816, Bretagne (Nantes).
- Rigal (de), (de Peuchemartin), extraction[réf. nécessaire], Agenais, Auvergne.
- Rimonteil de Lombares (de), ancienne extraction[réf. nécessaire], Agenais.
- Riols de Fonclare (de), maintenue en 1753, Languedoc, Auvergne.
- Rioult de Neuville, ancienne extraction 1453, Normandie[433].
- Ripert d'Alauzier (de), ancienne extraction 1443, Dauphiné, Comtat Venaissin.
- Riquet de Caraman (de) et- de Caraman-Chimay, anobli en 1666, honneurs de la cour, Languedoc (Béziers), Toulousain, Ile-de-France, Belgique.
- Riston, secrétaire du roi 1775-1785 (mort en charge), Lorraine[réf. nécessaire], ANF (1949).
- Rivals de Boussac et - de Mazères (de), ancienne extraction 1403, Languedoc.
- Rivérieulx de Varax (de) et Rivérieulx de Chambost de Lépin (de), anoblissement par charge de secrétaire du roi le 12 avril 1719, Bourbonnais puis Lyonnais, Beaujolais, Bresse et Savoie.
- Rivoire de La Batie (de), extraction chevaleresque 1288, Dauphiné[434].
- Robert (des), extraction 1542, Languedoc, lorraine.
- Robert de Boisfossé, extraction, maintenue de noblesse à l'intendance du Poitou par Barentin le 24 septembre 1667[435], Poitou.
- Robert Hautequère (de), maintenue 1698, Comté de Foix.
- Robert de Lézardière, ancienne extraction 1465, Poitou[436].
- Robert de Saint Victor, Parlement de Rouen 1670 et 1758, Normandie[437]
- Robert de Saint-Vincent, chambre des comptes de Paris 1701, vicomte en 1817 et en 1818, Île-de-France.
- Robien (de) (olim Gauteron), extraction chevaleresque 1389, honneurs de la cour, Bretagne[438].
- Robillard de Beaurepaire (de), secrétaire du roi 1727 ; Normandie.
- Robin de Barbentane (de), ancienne extraction 1479, Provence.
- Robineau de Rochequairie, ancienne extraction 1432, Bretagne, Poitou[439].
- Robinet de Plas, extraction 1500, maintenue 1667-1697, preuves pour École militaire 1778 et 1781, Angoumois, Périgord.
- Robuste de Laubarière, Maison royale de Saint-Louis 1751, Angoumois.
- Rocca-Serra (de), extraction 1556, maintenue 1772, Corse[440]
- Rochechouart (de), extraction chevaleresque 980 (nom apparu 1037), duc de Mortemart en 1650 (branche cadette), honneurs de la cour, Limousin[a 14],[441].
- Rochefort (de), extraction 1510, Forez.
- Roches de Chassay (des), anobli et confirmé dans sa noblesse en 1663, Poitou.
- Rochette de Lempdes, secrétaire du roi 1650-1671, Auvergne.
- Rocoffort de Vinnière, échevin de Lyon 1766, Lyonnais.
- Rocquigny du Fayel (de), extraction 1540, Normandie, Picardie[442].
- Rodellec du Porzic (de), ancienne extraction 1486, Bretagne (Finistère)[443].
- Rodez Bénavent (de) (anciennement de Bénavent) [444], extraction chevaleresque 1307, honneurs de la cour, Rouergue.
- Rodorel de Seilhac (de), ancienne extraction 1478, Quercy, Limousin.
- Roederer, dispense du Marc d'or en 1780, Lorraine.
- Roffignac de Sannat (de), extraction chevaleresque 1385, Limousin.
- Roger de Villers, secrétaire du roi 1742-1765, Île-de-France.
- Rogon de Carcaradec, extraction 1551, Bretagne[445].
- Rohan (de), extraction chevaleresque 1100, Bretagne[446].
- Rohan-Chabot (de), extraction chevaleresque 1269, duc de Rohan en 1648, honneurs de la cour, Poitou, Bretagne[447].
- Roll-Montpellier (de), admis aux États de Navarre (1720), Navarre.
- Rolland (de) et Dalon, ancienne extraction 1459, marquis Dalon en 1867, Guyenne.
- Rolland de Blomac et du Roquan, anobli en 1777, Languedoc[448]
- Rolland de Chambaudoin d'Erceville, secrétaire du roi 1691-1718, comte en 1770, (même famille que la précédente), Languedoc.
- Rolland du Noday, ancienne extraction 1464, Bretagne[449].
- Rolland de Rengervé, extraction chevaleresque 1373, Bretagne[450].
- Rolland du Roscoät, extraction chevaleresque 1373, Bretagne[451].
- Romain (de), maire d'Angers en 1743, comte à titre personnel 1825, Anjou[452]
- Romance (de), r.n.f. 1639, Liège, Champagne[453].
- Romand (de), secrétaire du roi 1707, Dauphiné.
- Romanet de Beaune (de), anobli en 1644, Limousin.
- Romanet du Caillaud, secrétaire du roi XVIIIe siècle à Aix (confirmé en 1771), Limousin.
- Romans (de), extraction 1530, Touraine, Anjou.
- Roquefeuil-Blanquefort (de), - du Bousquet, - Montpeyroux, et - Cahuzac, extraction chevaleresque 1393, honneurs de la cour, Languedoc, Rouergue, Bretagne[454]
- Roquemaurel (de), ancienne extraction 1420, Auvergne.
- Roquemaurel (de), extraction 1552, Languedoc.
- Roquette-Buisson (de), capitoul de Toulouse 1466, Languedoc, Guyenne, Languedoc.
- Rorthais (de), ancienne extraction 1497, Poitou.
- Rosel de Saint-Germain (du), ancienne extraction 1463, Normandie.
- Rotalier (de), Chambre des comptes de Dole 1680, Franche-Comté.
- Roton (de), anobli en 1724, Lorraine.
- Rotours (des), ancienne extraction 1448, Normandie.
- Roüalle (de), secrétaire du roi 1699, Paris.
- Roubin (de), lettres patentes Toulouse, 1677, baron 1819.[réf. nécessaire]
- Rougé (de), olim des Rues, extraction chevaleresque, filiation 1375, honneurs de la cour, Bretagne, Anjou[455].
- Rouget de Gourcez, maire de Niort 1728, Poitou[b 26].
- Rouilhan (de), secrétaire du roi 1729-1731 (mort en charge), Armagnac.
- Rouillé d'Orfeuil, secrétaire du roi 1679-1694 (mort en charge), honneurs de la cour, Île-de-France[456].
- Roulhac de Rochebrune, capitoul de Toulouse 1747, Limousin.
- Roure de Beaujeu (du), anoblie (confirmé) en 1758[457]. Bas-Languedoc (Nîmes)[458], ANF (1954).
- Rousiers (de), maintenue en 1599, admission au collège militaire de Pontlevoy le 7 mars 1788[459], Saint-Brice-sur-Vienne en Limousin.
- Roussel de Courcy, anobli en 1745, marquis en 1749, Orléanais (Chartres).
- Roussel de Préville (de), extraction 1516, Picardie.
- Rouvroy (de), trésorier à Lille 1693-1721 et 1721-1754, Lille (éteinte en ligne masculine)
- Rouvroy de Saint-Simon (de), extraction chevaleresque 1334, duc de Saint-Simon en 1635 pour une branche éteinte, honneurs de la cour, Picardie, Ile-de-France[460].
- Roux (de) - de Navacelles, extraction 1546, maintenue le 13 janvier 1671, Languedoc, Avignon et Provence, ANF-1963.
- Roux (de), anobli en 1772, Provence, ANF-1967.
- Roux de Bézieux, échevin de Lyon 1769, Lyonnais.
- Roux de Chevrier de Varennes de Bueil (du), ancienne extraction 1404, honneurs de la cour, Brie.
- Roux de Reilhac, ancienne extraction 1454, Angoumois, Périgord.
- Rovira (de), bourgeois honoré de Perpignan 1689[461], Roussillon.
- Roy de Lachaise, anobli (confirmé) en 1698, Bourbonnais.
- Royère (de), extraction chevaleresque 1384, maintenue de noblesse à l'intendance de Limoges par l'Aguesseau en 1666, Royere en Limousin, Périgord[462].
- Roys d'Eschandelys (des), extraction chevaleresque 1253[463], maintenue de noblesse à l'intendance d'Auvergne le 3 août 1667 par Bernard de Fortia[464], honneurs de la cour en 1785[465], Le Puy-en-Velay, Auvergne. (Famille éteinte en ligne masculine).
- Roys de Lédignan Saint-Michel (de), extraction 1530, Bas-Languedoc.
- Rozières (de), anobli (confirmé) en 1711[466] (comme descendant d'un "gentilhomme de Laveline", village dont tous les habitants furent anoblis collectivement en 1476)[466], Lorraine.
- Ruault des Courchamps, extraction 1568, Normandie.
- Rudelle (de), Conseiller secrétaire du roi par lettres patentes du 10 juillet 1751[467], Cassagnes-Bégonhès en Rouergue[468].
- Ruffo de Bonneval de La Fare, olim Roux de Bonneval, anobli en 1732, marquis de la Fare en 1768[b 27], autorisé en 1814 et 1815 à substituer le nom "Ruffo" à celui de "Roux"[469], Marseille, Belgique (famille éteinte en France mais subsistante en Belgique).
- Russon (de), maintenue en 1668, Anjou.
- Ryard de Parcey, Chambre des comptes de Dole 1745, lettres d'honneur le 26 mars 1766[470], France-Comté.

- Haut – A
- B
- C
- D
- E
- F
- G
- H
- I
- J
- K
- L
- M
- N
- O
- P
- Q
- R
- S
- T
- U
- V
- W
- X
- Y
- Z

## S
- Sabatier de Lachadenède, anobli en 1780, Vivarais.
- Sablon du Corail (de), anobli en 1757, Auvergne.
- Saboulin Bollena (de) (olim Sabolin[471] et Saboulin)[472], un rameau cadet, éteint, se désista de sa noblesse le 13 juillet 1667 en la personne de Jean-Baptiste de Sebolin, puis fut condamné en 1698[473], la branche cadette de Signes, éteinte, fut maintenue noble 19 octobre 1668[474],[473], la branche ainée, subsistante, secrétaire du roi en 1704 mort en charge[473], obtient des lettres de confirmation de leur noblesse d'extraction en 1747[475], Provence (Signes).
- Sabran-Pontevès (de) (olim de Pontevès), extraction chevaleresque 1213, duc de Sabran le 18 juillet 1828[476], Provence.
- Sachy de Fourdrinoy (de), Trésorier à Amiens 1695, Picardie.
- Sade (de), ancienne extraction 1302[477], honneurs de la cour 1763 et 1766[183], Comtat Venaissin.
- Saguez de Breuvery, ancienne extraction 1431, maintenue en 1698, Champagne.
- Saint Angel (de), Parlement de Bordeaux 1556, Périgord.
- Saint-Exupéry (de), - de Castillon, ancienne extraction 1405, Périgord.
- Saint-Germain (de), ancienne extraction 1461, Normandie[478].
- Saint-Gilles (de), extraction chevaleresque 1283, Bretagne[479].
- Saintignon (de), ancienne extraction 1498, Lorraine[480]
- Saint-John de Crèvecoeur (de), secrétaire du roi 1660, confirmation 1717, Normandie, Canada[481]
- Saint-Julien (de), extraction 1550, maintenue de noblesse par Laugeois le 11 novembre 1715, Armagnac[482].
- Saint-Just d'Autingues (de), maintenue de noblesse en 1742[483],[484], Flandre[485].
- Saint Leger (de), ancienne extraction irlandaise, r.n.f 1783, Normandie, Angleterre, Irlande, Artois[486].
- Saint Légier de La Sausaye (de), ancienne extraction 1421, Saintonge.
- Saint-Martin (de), anobli en 1591, Picardie.
- Saint Meleuc (de), ancienne extraction 1480, Bretagne[487].
- Saint Méloir (de), ancienne extraction, maintenue en 1668, Bretagne[488].
- Saint Ours (de), maintenue en 1666, Périgord.
- Saint Pastou de Bonrepeaux (de), extraction chevaleresque 1397, maintenue de noblesse par Laugeois à l'intendance de Montauban le 26 décembre 1715, Saint-Pastou en Bigorre, Comminges.
- Saint Pern (de), extraction chevaleresque 1330, honneurs de la cour, Bretagne[489].
- Saint-Phalle (de), extraction chevaleresque 1230, honneurs de la cour, Bourgogne, Nivernais.
- Saint Pol (de), extraction chevaleresque 1340, Normandie et Vouzon
- Saint Priest d'Urgel (de), extraction chevaleresque 1334, Forez, Languedoc[490].
- Saint-Quentin (de), ancienne extraction, maintenue noble le 2 mars 1668 sur preuves de 1450, Champagne[491].
- Saint-Savin (de), maintenue en 1715, Poitou.
- Sainte-Hermine (de), extraction chevaleresque 1383, honneurs de la cour, Angoumois, Aunis[492].
- Sainte-Marie d'Agneaux (de), extraction chevaleresque 1393, honneurs de la cour, Normandie.
- Saisy de Kerampuil (de), ancienne extraction 1446, honneurs de la cour, Bretagne (Finistère)[493].
- Salaün de Kertanguy, ancienne extraction 1446, Bretagne[494]
- Salignac-Fénelon (de), ancienne extraction 1474, maintenue aux tailles à Poitiers le 9 juin 1599 par Charles Huault de Montmagny, preuves pour les Chevau légers le 10 août 1786, Haute Marche[495].
- Salinis (de), Béarn.
- Salivet de Fouchecourt (de), extraction 1531, maintenue par arrêt du Conseil d'État à Versailles le 29 avril 1785[496], Franche-Comté, Bourgogne[497].
- Sallmard de Ressis (de), extraction chevaleresque 1333, Forez.
- Salmon de Loiray (de), extraction 1525, maintenues de noblesse à l'intendance d'Orléans par Machault le 6 juin 1667, page de la Petite Écurie le 17 mars 1742[498], Savigny-sur-Braye en Vendômois.
- Salvaing de Boissieu (de), olim Perrin de Boissieux, secrétaire du roi 1720, Dauphiné.
- Salve-Villedieu (de)[499], extraction, maintenue en 1668, Valensole en Provence.
- Salviac de Vielcastel (de), ancienne extraction 1466[500] maintenue en 1666, Périgord et Quercy.
- Sambucy de Sorgue (de), capitoul de Toulouse 1745, Rouergue[a 14].
- Sanderet de Valonne, Chambre des comptes de Dole 1768, Franche-Comté.
- Sanglier de La Bastie (de), ancienne extraction, maintenue en 1635, Poitou, Touraine.
- Sanhard de La Fressange (de), anoblissement par lettres 1439, Velay, Vivarais.
- Sansonetti (de), Maintenue par le Conseil Supérieur de Corse en 1771, Corse.
- Saqui de Sannes (de), extraction 1535, Provence.
- Saporta (de), supposé extraction 1595, condamné comme faux noble 26/11/1667 (se reporter à la source, pages 574 à 575)[96], prétendue maintenue en 1668, Provence.
- Sarcus (de), ancienne extraction 1410, Picardie.
- Sarrau (de), secrétaire du roi 1604-1626, Guyenne.
- Sarrieu (de), extraction 1502, Béarn, Comminges[501].
- Sars (de), extraction 1561 (lettres de chevalerie : 1671), r.n.f. 1777 (école militaire), Hainaut.
- Sartiges (de), extraction chevaleresque 1362, honneurs de la cour, Auvergne.
- Sartre (de), secrétaire du roi 1691, maitenue 1717, Languedoc, Saintonge[502]
- Saulieu de La Chomonerie (de), extraction, maintenue en 1653, Nivernais.
- Sault (du), secrétaire du roi 1592, Guyenne.
- Saunhac (de) et de Soniat du Fossat[réf. nécessaire], ancienne extraction 1418, Rouergue, Quercy, Agenais, Louisiane[b 28] (éteinte en France).
- Sauvage de Saint-Marc et - des Marches, Chambre des comptes de Dole 1758-1771, Bourgogne, Bugey.
- Sauvan d'Aramon (de), secrétaire du roi 1634-1655, Comtat Venaissin.
- Sauville de La Presle (de), Cour des monnaies de Paris 1769-1790, Champagne[503].
- Savenelle de Grandmaison (de) (alias Desavenelle)[504], maintenue dans ses privilèges de noblesse par L.P. du 4 décembre 1771, baron héréditaire par L.P. du 15 juin 1824, Péronne en Picardie[505]
- Savignac (de), extraction 1516, Limousin[b 29].
- Scey-Montbéliard (de), extraction chevaleresque[506], ou ancienne extraction 1449[b 29], comte en 1649, honneurs de la Cour 1750, 1762 et 1786, Franche-Comté[507].
- Schauenburg (de), extraction chevaleresque 1332, Alsace.
- Schonen (de), ancienne extraction 1443, Suisse, Bretagne[508]
- Scorbiac (de), Parlement de Toulouse au XVIIe siècle, Quercy.
- Scorailles (de), extraction chevaleresque 1168, Auvergne, Guyenne.
- Scott de Martinville, extraction r.n.f., maintenue de 1671, Écosse, Bretagne.
- Sécillon (de), ancienne extraction 1464, Bretagne[509].
- Secondat de Montesquieu (de), trésoriers à Bordeaux 1544, Guyenne[510]. Une branche Secondat de Montesquieu (sans particule).
- Sède de Lieoux (de), capitoul de Toulouse 1657, Languedoc.
- Ségogne (de), secrétaire du roi 1777-1790[b 29] ou noblesse inachevée[511], Normandie (noblesse non consensuelle).
- Séguier, Chambre des comptes de Paris 1550, Paris[b 29].
- Séguier (de), Parlement de Toulouse 1485, Toulouse.
- Seguin (de), capitoul de Toulouse 1762, Guyenne.
- Seguin de Broin, secrétaire du roi 1735-1755, Bourgogne.
- Seguin des Hons (de), Écoles Militaires 1787, Languedoc.
- Seguin de Reyniès (de), extraction 1560, Gévaudan.
- Seguins Pazzis d'Aubignan (de), Seguins Cohorn de Vassieux (de), ancienne extraction 1409, marquis d'Aubignan en 1667, honneurs de la cour, Provence, Comtat venaissin.
- Ségur (de), ancienne extraction 1435, honneurs de la cour (relève Lamoignon par décret de 1860), Guyenne, Autriche.
- Seissan de Marignan (de), secrétaire du roi 1753, Armagnac.
- Selle de Beauchamp (de), secrétaire du roi 1734, Provence.
- Senigon de Rousset de Roumefort du Cluzeau (de), anobli en 1720, Périgord, Agenais[512].
- Selve de Sarran (de), secrétaire du roi 1749, Limousin.
- Sercey (de), ancienne extraction 1464, Bourgogne[513].
- Séré de Rivières, capitoul de Toulouse 1723, Languedoc (Albi)[514].
- Serech d'Aurimont de Saint Avit (du), extraction, maintenue 1669, Quercy[515].
- Seroux (de), anobli en 1717, Beauvaisis.
- Serre de Saint Roman (de), Chambre des comptes de Paris 1744, Languedoc.
- Serres de Mesplès (de), cour des comptes de Montpellier 1609, Vivarais, Languedoc.
- Servan, échevin de Lyon 1763-1765, Lyonnais[516].
- Sesmaisons (de), extraction chevaleresque 1375, honneurs de la cour, Bretagne[517].
- Seurrat de La Boulaye, échevin de Bourges au XVIe siècle, secrétaire du roi 1761-1780[518], Berry, Orlé
- Séverac (de), extraction 1518, Rouergue.
- Sevin, Sevin de Bandeville et- de Quincy (de), anobli par charges à la Chambre des Comptes de Paris de 1587 à 1647[519]; agrégé à la noblesse au XVIIe siècle et preuves pour les écoles royales militaires en 1783 pour la branche de Segougnac[520], Orléanais, Agenais, Ile-de-France.
- Sicard, cour des comptes de Montpellier 1746-1766 et 1759-1790, Languedoc.
- Silguy (de), ancienne extraction 1410, Bretagne (Finistère)[521].
- Silvestre (de), anobli en 1741, Lorraine, Paris.
- Simard de Pitray[522], Conseiller Secrétaire du roi en la Chancellerie près le Parlement de Guyenne le 24 novembre 1699 (mort en charge), Simard en Bresse, puis Guyenne.
- Simony (de), anobli en 1571, Italie, Lorraine, Haute-Marne[b 30] (éteinte en 1999 en ligne masculine).
- Sinéty (de), agrégé deuxième moitié du XVIe siècle (se reporter à la source, pages 589 à 590)[96], condamné ou désistement de noblesse le 9 juillet 1667[523], maintenue de noblesse d'extraction par Le Bret le 6 février 1708[524], marquis de Lurcy Lévis par L.P. d'août 1770, honneurs de la cour en 1760, Apt en Provence.
- Sioc'han de Kersabiec, ancienne extraction 1426, Bretagne (Finistère)[525].
- Solages (de), olim d'Arjac, extraction chevaleresque 1382, Rouergue.
- Solan-Bethmale (de), extraction 1558, maintenue 1699[526].
- Solminihac (de), ancienne extraction 1417, maintenues 1699 et 1715, Périgord, Guyenne[527]
- Sommyèvre (de), ancienne extraction 1401, maintenue 1669, Champagne[528]
- Sorbiers de La Tourrasse (de), ancienne extraction 1434, maintenues 1634 et 1716, Touraine[529]
- Soualhat de Fontalard (de), extraction 1529, Auvergne.
- Souhy (de), (olim  de Gouzian de Saint-Martin de Souhy) anobli en 1663, confirmé en 1748 et 1773 (Lettres patentes de relief de surannation du 30 décembre 1773 enregistrées au Parlement de Bordeaux le 27 mars 1774, Béarn. (Famille éteinte en ligne masculine).
- Sourdeau de Beauregard, Grand-Conseil 1711-1741, Orléanais, Saumurois[b 31].
- Souris (de), extraction 1562, Corrèze[530].
- Soyres (de), (Une branche ajoute le nom de la famille éteinte Desmé de Chavigny), maintenue en 1660, Guyenne.
- Sparre (de), extraction chevaleresque 1170, Suède, France.
- Spens d'Estignols (de), Parlement de Bordeaux au XVIe siècle, Écosse, Guyenne[531].
- Stellaye de Baigneux de Courcival, ancienne extraction 1469, Maine.
- Sublet d'Heudicourt de Lenoncourt, preuves 1574, maintenue en 1669, Blésois, Lorraine[530].
- Supervielle (de), admission aux états de Béarn en 1778, Béarn. (Famille éteinte en ligne masculine).
- Suremain (de), secrétaire du roi 1701-1724, Bourgogne[532].
- Surirey de Saint Rémy (de), secrétaire du roi 1710-1716 (mort en charge), Normandie, Paris.
- Surrel de Saint-Julien (de), certificat de noblesse en 1776 (cadet-gentilhomme, 1778)[533],[534].
- Susanne d'Epinay, extraction 1553, Normandie.
- Suyrot (de), ancienne extraction 1447, Poitou[535].
- Suzannet (de), extraction, maintenue de noblesse à l'intendance de Poitiers le 27 septembre 1667, Poitou.
- Suzzarelli, r.n.f 1789 (noblesse de Sardaigne 1539), Corse[536]

- Haut – A
- B
- C
- D
- E
- F
- G
- H
- I
- J
- K
- L
- M
- N
- O
- P
- Q
- R
- S
- T
- U
- V
- W
- X
- Y
- Z

## T
- de Taffanel de La Jonquière, confirmation de noblesse 1749, Languedoc, Albigeois[537].
- Taffin de Givenchy, secrétaire du roi 1713-1740[538], Flandre, Artois[539].
- Taffin de Tilques, certificat de noblesse en date du 26 mai 1783[540] (écoles militaires), Saint-Omer en Artois[541].
- de Taillandier, secrétaire du roi 1699-1720, Auvergne[542].
- Taillepied de Bondy, secrétaire du roi 1736, , Ile-de-France (Meulan, Paris)[543].
- de Talhouët-Roy, ancienne extraction 1424, Bretagne[544].
- Tandeau de Marsac, 2 générations de Présidents Trésorier de France (1743-1745) et (1765-1790), Limousin[545].
- de Tanoüarn, (olim Le Ménager, substitution du nom en 1641) anobli 1581[546],[547], maintenue noble le 6 mai 1669[548], Bretagne.
- de Tappie de Vinssac, capitoul de Toulouse 1766, Languedoc.
- de Tarade et - de Corbeilles, anobli par L.P. de janvier 1683[549], confirmation de noblesse le 18 décembre 1696[550], Orléanais.
- Tardieu de Maleissye et Tardieu de Maleissye-Melun, anobli en 1576[551], une branche autorisée à ajouter "Melun" à son nom par décret du 29 mars 1902[552],[553], Normandie.
- Tardif d'Hamonville, anobli en 1736, Normandie.
- Tardif de Moidrey, ancienne extraction 1498, Normandie (Avranchin)[554].
- Tardif de Petiville, secrétaire du roi 1728, Normandie.
- de Tardy de Montravel, maintenue en 1786, Auvergne, Vivarais[324].
- de Tarragon, ancienne extraction 1485, Orléanais[555].
- de Tascher de La Pagerie, ancienne extraction 1466, Perche, Martinique.
- Tassin de Montaigu, secrétaire du roi 1754[a 15], Orléanais.
- Tassin de Villepion et - de Nonneville, secrétaire du roi 1759-1776 (mort en charge), vicomte de Nonneville en 1816, Orléanais[a 15], Tassin de Saint-Péreuse, secrétaire du roi 1765[a 15], Orléanais.
- Tassin de Charsonville, secrétaire du roi 1754[556],[a 15], Orléanais.
- de Tastes de Labarthe, extraction, maintenue 1696, Agenais.
- Taupinart de Tilière, Parlement de Paris 1720-1779 et Cour des Aides de Paris 1759, Orléanais, Île-de-France.
- de Tauzia de Montbrun, anobli en 1703, Agenais[557]
- du Temple de Rougemont, Cour des Monnaies de Paris 1769-1771, Chartres.
- Tenant de La Tour [558], ancienne extraction 1440, Haut-Limousin.
- Ternisien de Boiville, extraction 1515, maintenue 1697, Picardie[559]
- de Terras, anobli en 1767, Dauphiné, Provence.
- de Terrasson de Montleau, échevin d'Angoulême en 1580, Angoumois[560]
- Terrasson de Sénevas, échevin de Lyon 1684 et 1685[561], maintenue en 1706, Lyonnais.
- Terray[562], secrétaire du roi 1720, Forez, Lyonnais.
- du Tertre, ancienne extraction 1468, Boulonnais.
- de Terves, ancienne extraction 1468, Poitou, Anjou[563].
- de Tessières de Blanzac , de Teyssière , et de Tessières, ancienne extraction 1488[a 16], Périgord.
- de Testas de Folmont, noblesse prouvée 1600, Quercy.
- Testu de Balincourt, secrétaire du roi 1556, marquis en 1719, honneurs de la cour, Ile-de-France (Vexin)[564].
- de Thélin, extraction 1542, maintenue en 1668[565], Auvergne, Champagne[566].
- Thibaud de La Rochethulon, anobli en 1627, maintenue en 1667[567], Beaujolais, Poitou.
- Thibault de La Carte de La Ferté-Sénectère, ancienne extraction 1440, honneurs de la cour, Poitou, Touraine.
- Thibaut de Menonville, anobli en 1659 par lettres patentes, Lorraine.
- de Thierry de Faletans, anobli en 1606, Lorraine[568]
- Thierry de Ville d'Avray, anobli en 1769 par lettres patentes, baron en 1784, Île-de-France.
- Thillaye du Boullay, secrétaire du roi 1763-1783, Normandie (Rouen).
- Thirion de Briel, anobli en 1719, Lorraine[569]
- Thiroux de Gervillier, anobli par L.P. de juin 1659 [570], Bourgogne (Autun).
- Thoinnet de La Turmelière, secrétaire du roi 1772-1790 (mort en charge), Anjou, Bretagne[571].
- de Thoisy, légitimation en 1599, Bourgogne.
- de Tholomese de Prinsac, maintenue en 1777, Vivarais, Champagne.
- de Thomas de Labarthe, maintenue en 1670 (anobli en 1627)[572], Albigeois.
- Thomas de Pange, anobli en 1626, marquis en 1766, Lorraine.
- de Thomassin de Montbel, extraction 1666, maintenue en 1756[324], Barrois.
- de Thomasson, extraction 1545, Périgord, Limousin[573]
- Thomé de Keridec, secrétaire du roi 1680, Bretagne[574]
- de Thonel d'Orgeix, lettres de noblesse 1711[575], Comté de Foix[576].
- de Thoury, maintenue en 1667[577], comparaît en 1789[578], Nivernais[579].
- de Thoury de La Corderie, anobli par lettres en 1764 (confirmation de noblesse)[580], Normandie (Orne).
- de Thy, extraction chevaleresque 1394, honneurs de la cour, Bourgogne.
- de Thy de Milly, même famille que la précédente.
- du Tillet, ancienne extraction 1484, Angoumois, Ile-de-France[581]
- Tillette de Mautort et Tillette de Clermont-Tonnerre, anobli par lettres en 1577. La branche ainée joint Clermont-Tonnerre à son nom à la suite d'une adoption de 1816. Picardie[582].
- de Tinguy du Pouët, - de La Giroulière et - de Vexiau, ancienne extraction 1480, Poitou[583].
- de Tinseau, extraction 1568, Franche-Comté.
- de Tinténiac, extraction chevaleresque 1385, maintenue en 1669 à Rennes, honneurs de la cour, Bretagne (Finistère)[584].
- Tirant de Bury, secrétaire du roi au XVIIIe siècle, Champagne[b 32].
- de Tisseuil, ancienne extraction 1483, Limousin, Marche.
- de Tissot, secrétaire du roi 1746[585], Alsace[586].
- de Tonnac de Villeneuve, ancienne extraction[réf. nécessaire], maintenue en 1669, Albigeois, Suisse[587] (subsistante en Suisse).
- de Touchebœuf-Beaumond, extraction chevaleresque 1379, honneurs de la cour, Limousin, Périgord, Quercy[324].
- de Touchet, extraction chevaleresque 1369, honneurs de la cour, Normandie[588].
- de Toulouse-Lautrec, olim de Lautrec, extraction chevaleresque 1390, honneurs de la cour, Languedoc[589].
- de Tournebu, ancienne extraction[réf. nécessaire], maintenue en 1539 par la Cour des Aides de Normandie, et en 1666 à Caen[590], Normandie (Calvados).
- de Tournemire, extraction chevaleresque 1259, honneurs de la cour, Auvergne, Limousin.
- de Tourtier, trésorier à Orléans au XVIIe siècle, Orléanais, Picardie.
- de Toustain du Manoir, anobli en 1489, Normandie[591]
- de Touzalin, anobli en 1660, Poitou[592]
- de Toytot et - de Rainans, extraction, maintenue en 1769, Franche-Comté (Dole)[b 33].
- de Trédern, ancienne extraction 1475, Bretagne (Finistère)[593].
- de Trémaudan, extraction 1531, Bretagne[594].
- de Trémeuge de La Roussière, ancienne extraction 1475, Auvergne.
- du Trémolet de Lacheisserie, ancienne extraction 1490, Vivarais.
- de Tréourret de Kerstrat, ancienne extraction 1430, Bretagne (Finistère)[595].
- de Tressemanes-Brunet de Simiane, parlement et chambre des comptes d'Aix 1567[b 33],[596],[96], Provence.
- Treton de Vaujuas-Langan, secrétaire du roi 1701, Maine[597].
- de Tricaud, échevin de Lyon 1630[b 34].
- de Tricornot et de Tricornot de Rose, anobli en 1630, (Tricornot de Rose par décret de 1875 pour la branche aînée), Franche-Comté[598].
- Tripier de Lozé, Chambre des Comptes de Bretagne 1727-1748 et 1751-1775, Maine (Mayenne).
- de Tristan, extraction chevaleresque 1378, Beauvaisis, Orléanais.
- de Trogoff, - de Coatallio, - du Boisguézennec, et - de Kerlessy, ancienne extraction 1403, Bretagne (Côtes-d'Armor)[599].
- de Trolong du Rumain, extraction chevaleresque 1388, honneurs de la cour, Bretagne (Côtes-d'Armor)[600].
- Tron de Bouchony, maintenue en 1776, Comtat Venaissin.
- de Truchis de Varennes et - de Lays, anobli en 1648, Bourgogne[601].
- Trudon des Ormes, échevin de Paris 1774, Île-de-France.
- Trutié de Varreux, secrétaire du roi 1746-1754 (mort en charge), Nivernais.
- de Tudert, ancienne extraction 1370, honneurs de la cour, Poitou.
- Tulle de Villefranche, ancienne extraction 1382, honneurs de la cour, Comtat Venaissin.
- de Turenne d'Aynac et - d'Aubepeyre , extraction chevaleresque 1399, honneurs de la cour, comte d'Aynac en 1813, (branche naturelle des Turenne), Limousin[602].
- Tyrel de Poix et de Poix, ancienne extraction 1408, maintenue en 1671[603], Berry, Touraine.

- Haut – A
- B
- C
- D
- E
- F
- G
- H
- I
- J
- K
- L
- M
- N
- O
- P
- Q
- R
- S
- T
- U
- V
- W
- X
- Y
- Z

## U
- Urvoy de Portzamparc et - de Closmadeuc, ancienne extraction 1402, maintenue en 1669 à Rennes, Bretagne (Côtes-d'Armor)[57].
- Ussel (d'), extraction chevaleresque 1353, Limousin, Marche.

- Haut – A
- B
- C
- D
- E
- F
- G
- H
- I
- J
- K
- L
- M
- N
- O
- P
- Q
- R
- S
- T
- U
- V
- W
- X
- Y
- Z

## V
- Vachon (de) (alias Vachon d'Agier) (olim Dagier), ancienne extraction 1454, Retournac en Auvergne[604], Dauphiné, Velay
- Vaillant de Guélis, parlement de Paris XVIe siècle, Orléanais, Nivernais[a 17].
- Vaillant de Meixmoron-Mathieu de Dombasle, chambre des comptes de Dole 1786, (relève Mathieu de Dombasle par décret de 1866), Lorraine[605].
- Val (du), ancienne extraction 1437, marquis de Tercis 1685 (pour le rameau aîné, éteint, de la branche de Bordeaux, seule subsistante), Touraine puis Guyenne[606].
- Val de Bonneval (du), anoblissement par charge 1519, marquis de Bonneval 1677, Normandie.
- Val d'Eprémesnil (du), anobli en 1719, Normandie (Le Havre).
- Valence de Minardière (de), anobli (relief) en 1678, (une branche a relevé Marbot par décret de 1893), Forez, Lyonnais.
- Valicourt (de) et - de Becourt et - de Séranvillers, anobli en 1668, Flandre (Cambrésis).
- Vallet de Villeneuve, secrétaire du roi 1730, Angoumois.
- Valleteau de Moulliac, anobli comme échevin d'Angoulême (1733-1740) comparant à Angoulême en 1789[607], Angoumois.
- Vallois (de), secrétaire du roi 1753-1766 (mort en charge), Anjou[608].
- Valous (de), échevin de Lyon en 1687, Lyonnais.
- Van der Cruisse de Waziers, secrétaire du roi 1741, Flandre[609].
- Van Zeller d'Oosthove, secrétaire du roi 1702-1728, Flandre.
- Vandière de Vitrac (de), - de Bellussière et -d'Abzac, extraction 1541, d'Abzac par adoption de 1828 pour une branche, relève Grant de Bellusière éteint, Périgord[610].
- Vanel de Lisleroy (de), extraction 1552, maintenue 1668, Gévaudan.
- Vanssay (de) et- de Blavous, extraction chevaleresque 1386, honneurs de la cour.
- Varenne de Fenille (de), conseiller secrétaire du roi, Maison et Couronne de France par L.P. du 12 novembre 1751, Dijon en Bourgogne, Bourg-en-Bresse[611].
- Varennes Bissuel de Saint-Victor (de), secrétaire du roi 1709, Beaujolais (Amplepuis).
- Varin d'Ainvelle, anobli (confirmé) en 1598, Franche-Comté[a 18].
- Vassal de Montviel et - de Sineuil (de), ancienne extraction 1414, Périgord, Agenais, Bordelais.
- Vassart d'Andernay (de), anobli en 1624 (Vassart d'Hozier par décret de 1858 pour une branche), Barrois[612]
- Vasselot de Régné (de), ancienne extraction 1496, honneurs de la cour, Poitou.
- Vathaire et- de Guerchy (de), extraction 1527, Bourgogne.
- Vaucelles (de), extraction 1553[613], Tresson dans le Maine angevin[614].
- Vauchaussade de Chaumont (de), ancienne extraction 1422, Auvergne.
- Vaucleroy (de), maintenue de noblesse le 28 janvier 1688 par l'intendant du roi en Champagne en faveur de Pierre-Ernest de Vaucleroi[615]
- Vaugelet (de), anobli en 1660, Dauphiné[616].
- Vaugiraud (de), ancienne extraction 1465, déchargée des droits de franc fief le 11 juillet 1582 sur preuves remontant à 1427 par Pierre Brisson, Poitou, Anjou (Le Vaugiraut, commune du Mesnil-en-Vallée).
- Vaulchier du Deschaux (de), anobli (confirmé) en 1516, marquis en 1755, Franche-Comté.
- Veillon de La Garoullaye, ancienne extraction, maintenue en 1657, Anjou.
- Venel (de), extraction 1558, vicomte en 1817 non régularisé, Provence (Toulon)
- Verbigier de Saint-Paul (de), extraction, maintenue en 1676, Comté de Foix.
- Verchère (de) (branche des Bayons), secrétaire du roi 1714 (?), Bourgogne[617]. (principe de noblesse à confirmer)
- Verdelon (de), ancienne extraction 1474, maintenue 1669, Auvergne[618]
- Verdier de Genouillac (du) (alias Duverdier) [619], trésorier à Limoges en 1586, secrétaire du roi 1704-1713 (mort en charge), Limousin, Anjou.
- Verdun (de), ancienne extraction 1478, marquis de La Crenne XVIIe siècle, Normandie (La Crenne en Avranchin).
- Vergès (de), Parlement de Paris 1771-1782, Île-de-France.
- Vergier de Kerhorlay (du), ancienne extraction 1400, Bretagne[620].
- Vergnette de Lamotte (de), ancienne extraction 1480, Rouergue, Normandie.
- Verne, Cour des aides de Paris, 1760-1780, Lyon, Île-de-France[621].
- Verne (du) olim Duverne, ancienne extraction 1440, maintenue 1667, Nivernais[622]
- Vernejoul (de), noblesse prouvée 1590, Comté de Foix, Guyenne.
- Vernou-Bonneüil (de), anoblissement par L.P. de 1482[623], admission aux Écoles Royales Militaire le 23 octobre 1784[624], Poitou, Guadeloupe.
- Veron de La Combe (de), extraction 1527, Velay.
- Verteuil (de), extraction 1565, maintenue 1668, Poitou, Guyenne[625]
- Verthamon (de), trésorier à Limoges 1569, Guyenne.
- Vesian (de), capitoul de Toulouse 1468, Languedoc (Castelnaudary).
- Veye (de) et- de Livry, trésorier de France à Toulouse 1646, Languedoc[626]
- Veyrac (de), noblesse prouvée 1587, Velay.
- Veyre de Soras, conseiller secrétaire du roi trésorier en la chancellerie du Parlement de Pau 1745-1766, Forez, Vivarais.
- Veyrines (de), maintenue 1669, Velay, Forez.
- Vezeaux de Lavergne (de)et - Devezeaux de Lavergne, ancienne extraction 1454, Angoumois.
- Viaris de Lesegno (de), extraction[réf. nécessaire], r.n.f. 1810 (baron d'Empire), Piémont, France.
- Viart (de) (olim Viard), extraction sur preuves de 1643, Blésois[627].
- Vichet (de), trésorier à Montpellier 1713 et 1747, Languedoc[628].
- Viel de Lunas d'Espeuilles (de), secrétaire du roi 1702, Languedoc, Nivernais[629].
- Viénot de Vaublanc, secrétaire du roi 1697, maréchal de camp 1780, Bourgogne.
- Vigan (de), anobli par L.P. de décembre 1609[630], maintenue de noblesse à l'intendance d'Alençon par de Marle le 30 mars 1666[631], Normandie (Bernay)[a 19].
- Vigneral (de) (olim Estienne), noblesse prouvée 1588, Normandie.
- Vignes de Puylaroque (de), ancienne extraction 1492, marquis de Puylaroque par LP de septembre 1685, Quercy[632]
- Vigouroux d'Arvieu (de), anobli en 1470, maintenue en 1700, Rouergue[633].
- Viguerie (de), capitoul de Toulouse 1537, Languedoc.
- Villaines (de), ancienne extraction 1434, Berry, Bourbonnais.
- Villardi de Montlaur (de), maintenue en 1698[634], Comtat Venaissin.
- Villars (de), extraction, maintenue en 1667, Périgord.
- Villedieu de Torcy, Parlement de Dijon 1730, Bourgogne.
- Villedon de Naide (de), Villedon (de), Villedon de Naide,extraction féodale 1352[635], maintenue de noblesse le 28 février 1715, Poitou[636].
- Villèle (de), secrétaire du roi 1633-1674[a 20], comte 1822[a 20], Toulouse[637].
- Villelongue (de), extraction 1533, Picardie.
- Villelume (de) et Villelume de Sombreuil (de), extraction chevaleresque 1331[638] ou 1334[639],[640], honneurs de la cour, Auvergne, Limousin[641].
- Villeneuve (de), extraction chevaleresque 1183, honneurs de la cour, Languedoc.
- Villeneuve (de), - Bargemon, - Esclapon, - Trans, - et - Flayosc, extraction chevaleresque 1240, marquis de Trans en 1505, marquis de Flayosc en 1678, honneurs de la cour, Provence.
- Villers (de) (alias Graf und Marquis von Villers)[642], extraction chevaleresque 1126, Bourgogne, Lorraine et Allemagne[643].
- Villetard de Laguérie, secrétaire du roi 1756[644], Ligny-le-Châtel en Bourgogne[645].
- Villiers de La Noue (de), anobli en 1661, vicomte en 1826, Champagne[646]
- Villoutreys de Brignac (de), ancienne extraction 1495, Limousin, Anjou[647].
- Vimal, Vimal de Saint Pal et Vimal de Murs, même famille que la précédente, secrétaire du roi 1762-1783, Auvergne (Ambert).
- Vimont (de), maintenue 1666, Normandie[648]
- Vincens de Causans (de), extraction chevaleresque 1378, marquis 1667, honneurs de la cour, Comtat Venaissin.
- Vincent de Vaugelas, secrétaire du roi 1761-1769 (mort en charge) (branches de Marniolas et de Saint-Bonnet éteintes), Lyonnais.
- Vion de Gaillon (de), ancienne extraction 1488, Bourgogne.
- Virieu (de), extraction chevaleresque 1394, honneurs de la cour, Dauphiné.
- Virieu-Beauvoir (de), ancienne extraction 1460, Dauphiné
- Viry (de) (olim de Sallenove), extraction chevaleresque 1160, honneurs de la cour, comte en 1598, Savoie[c 2].
- Vittu de Kerraoul (de), secrétaire du roi en 1730 et reconnu noble en 1774, Bretagne[a 21],[649].
- Vivier de Fay-Solignac (du), chambre des comptes de Grenoble 1666, (substituée à la maison de Fay-Solignac en 1748), Dauphiné.
- Vogüé (de), extraction chevaleresque, filiation prouvée 1256[650],[651], honneurs de la cour, baron 1731, branche cadette baron 1824, autre branche baron 1829, Vivarais.
- Voinnesson et Voinnesson (de), gentilhomme de Laveline 1476, vote noble à Remiremont en 1789, Lorraine[652].
- Voyer de Paulmy d'Argenson (de), Touraine, ancienne extraction 1374 (citée 1244), marquis d'Argenson 1700, et baron d'Empire 1810.

- Haut – A
- B
- C
- D
- E
- F
- G
- H
- I
- J
- K
- L
- M
- N
- O
- P
- Q
- R
- S
- T
- U
- V
- W
- X
- Y
- Z

## W
- Waldner de Freundstein (de), extraction chevaleresque 1235, honneur de la cour 1755[80], comte 1748, confirmé 1907, Alsace.
- Wall (de), extraction chevaleresque 1171, r.n.f. 1829, honneurs de la cour 1751[80], Irlande, Bourgogne[653].
- Walsh de Serrant, extraction chevaleresque 1174, honneur de la cour 1770[80], comte de Serrant 1755, Irlande, Bretagne. (origine à vérifier)
- Wangen de Géroldseck (de), ancienne extraction[654], r.n.f. 1773, Alsace.
- Warenghien de Flory (de), secrétaire du roi 1733, Flandre.
- Waresquiel (de), secrétaire du roi 1681-1715, Flandre[a 22].
- Warnier de Wailly, secrétaire du roi 1745-1747 (mort en charge), Picardie (Montreuil-sur-mer).
- Waroquier (de), anobli (confirmé) en 1647, (Puel-Parlan en 1836), Rouergue.
- Warren (de), naturalisé lorrain le 25 décembre 1712, reconnaissance de noblesse le 31 juillet 1726[655], Angleterre, Irlande, Lorraine.
- Wartelle d'Herlincourt, conseil d'Artois 1747, Artois[656], Artois.
- Wavrechin (de), cité 1592, anoblissement par charge : conseiller au parlement de Flandres à Douai 1725, Flandre.
- Wazières (de) olim de Fourmestraux, anoblissement par lettres : 1623, Chevalier : 1642, Comte de Roncq : 1768, Artois, Flandre[657].
- Wendel (de), anobli en 1727, Lorraine (Hayange).
- Werbier d'Antigneul (de), secrétaire du roi 1749-1769, Artois.
- Widerspach-Thor (de), ancienne extraction[réf. nécessaire], baron en 1773, Bavière, Ferrette en Alsace.
- Willecot de Rincquesen (de), extraction 1528, Boulonnais.
- Witasse-Thézy (de), extraction 1548, Picardie, Bretagne[658].
- Wolbock-Châtillon (de), extraction 1573 (lettres de naturalisation), Gueldre (Pays-Bas), Soissonnais[659].

- Haut – A
- B
- C
- D
- E
- F
- G
- H
- I
- J
- K
- L
- M
- N
- O
- P
- Q
- R
- S
- T
- U
- V
- W
- X
- Y
- Z

## Y
- Yversen (d'), extraction 1568, barons de l'Empire 1814, barons héréditaires 1817[660].
- Yzarn de Freissinet de Valady (d'), extraction chevaleresque 1313, honneurs de la cour 1785[80], Rouergue.

- Haut – A
- B
- C
- D
- E
- F
- G
- H
- I
- J
- K
- L
- M
- N
- O
- P
- Q
- R
- S
- T
- U
- V
- W
- X
- Y
- Z

## Z
- Zylof de Steenbourg, maintenue et anoblissement en tant que besoin en 1670

- Haut – A
- B
- C
- D
- E
- F
- G
- H
- I
- J
- K
- L
- M
- N
- O
- P
- Q
- R
- S
- T
- U
- V
- W
- X
- Y
- Z

## Suite de cette liste
Voir : Liste des familles de la noblesse française d'Ancien Régime (A à K)

### Nobiliaires nationaux
- Gustave Chaix d'Est-Ange, Dictionnaire des familles françaises anciennes ou notables à la fin du XIXe siècle, Évreux, impr. de C. Hérissey, 1903-1929 (lire en ligne)
- Arnaud Clément, Compléments au catalogue de la noblesse française de Régis Valette Compléments au catalogue de la noblesse française de Régis Valette, Academia, 2017
- Henry de Woelmont de Brumagne, La Noblesse française subsistante, Paris, Champion, 1928
- Henri Jougla de Morenas & Raoul de Warren, Grand Armorial de France, 1934-1952, 7 volumes
- Étienne de Séréville et Fernand de Saint-Simon, Dictionnaire de la noblesse française, 1975-1977, 2 volumes
- Régis Valette, Catalogue de la noblesse française, Paris, Éditions Robert Laffont, 2007, 414 p. (ISBN 978-2-221-10875-8)
- Patrice du Puy de Clinchamps, Dictionnaire et armorial de la noblesse, 5 volumes, Patrice du-Puy-Éditeur, 2005-2009
- Michel Authier, Alain Galbrun et Jacques Dell'Acqua, État de la noblesse française subsistante, 1973-2018, 43 volumes,  (ISBN 979-10-90452-08-4)
- Jean de Vaulchier, Jacques-Amable de Saulieu et Jean de Bodinat, Armorial de l'Association d'entraide de la noblesse française, éditions du Gui, 2004.

### Nobiliaires régionaux
Bretagne
- Henri Frotier de La Messelière, Filiations bretonnes, Imprimerie Prudhomme, Saint-Brieuc, 1912-1926, 6 tomes
- Jean de Saint-Houardon, Noblesse de Bretagne, histoire et catalogue de la noblesse bretonne subsistante, Versailles, Mémodoc, 2007 (ISBN 978-2-914611-52-7).

Dauphiné
- Gustave de Rivoire de La Bâtie, L'armorial de Dauphiné : contenant les armoiries figurées de toutes les familles nobles & notables de cette province, accompagnées de notices généalogiques complétant jusqu'à nos jours les nobiliaires de Chorier et de Guy Allard, Lyon, impr. de L. Perrin, 1867 (lire en ligne)

Rouergue
- Hippolyte de Barrau, Documents historiques et généalogiques sur les familles et les hommes remarquables du Rouergue dans les temps anciens et modernes, Rodez, 1853-1860

Savoie
- Amédée de Foras, continué par François-Clément de Mareschal de Luciane, Armorial et Nobiliaire de l'Ancien Duché de Savoie, vol. 5, Grenoble, Allier Frères, 1863-1910 (lire en ligne).